# 訃報 2019年4月
訃報 2019年4月（ふほう 2019ねん4がつ）では、2019年4月に物故した、又は物故が報じられた人物についてまとめる。

## (1日 - 15日)

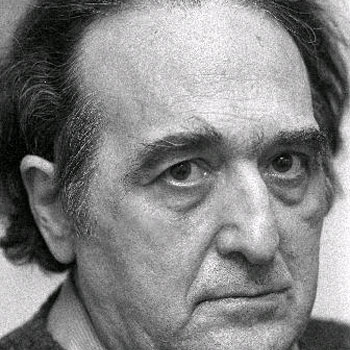
ラファエル・サンチェス・フェルロシオ／4月1日没

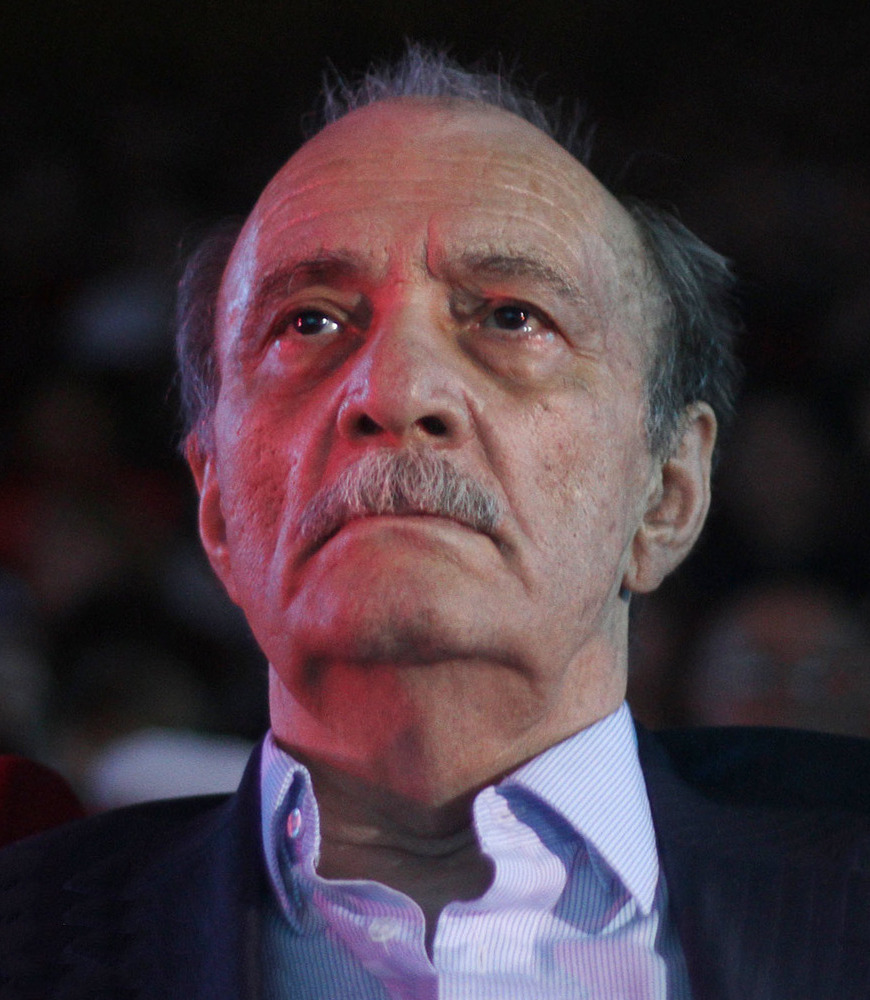
ゲオルギー・ダネリヤ／4月4日没

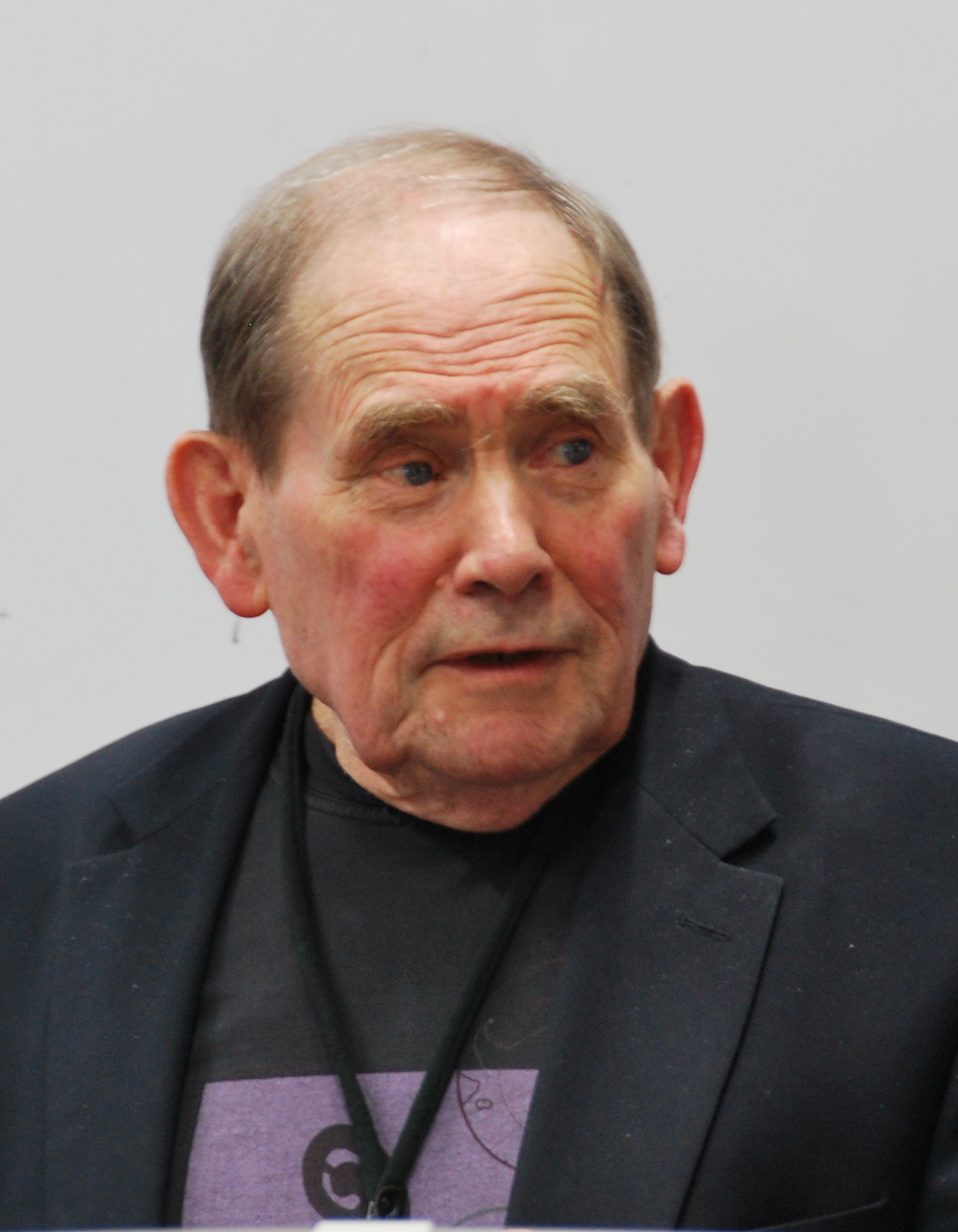
シドニー・ブレナー／4月5日没

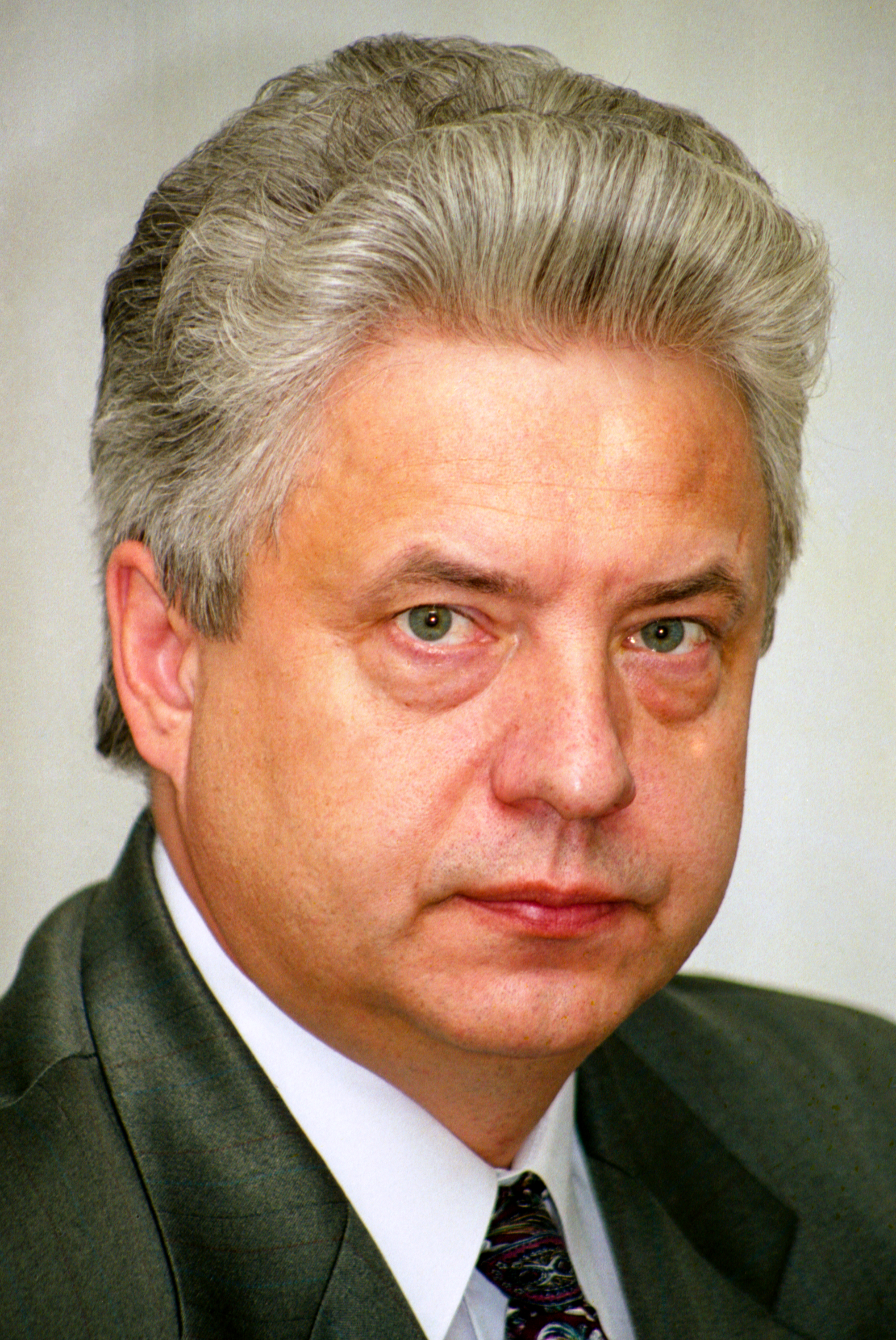
ニコライ・コヴァレフ／4月5日没

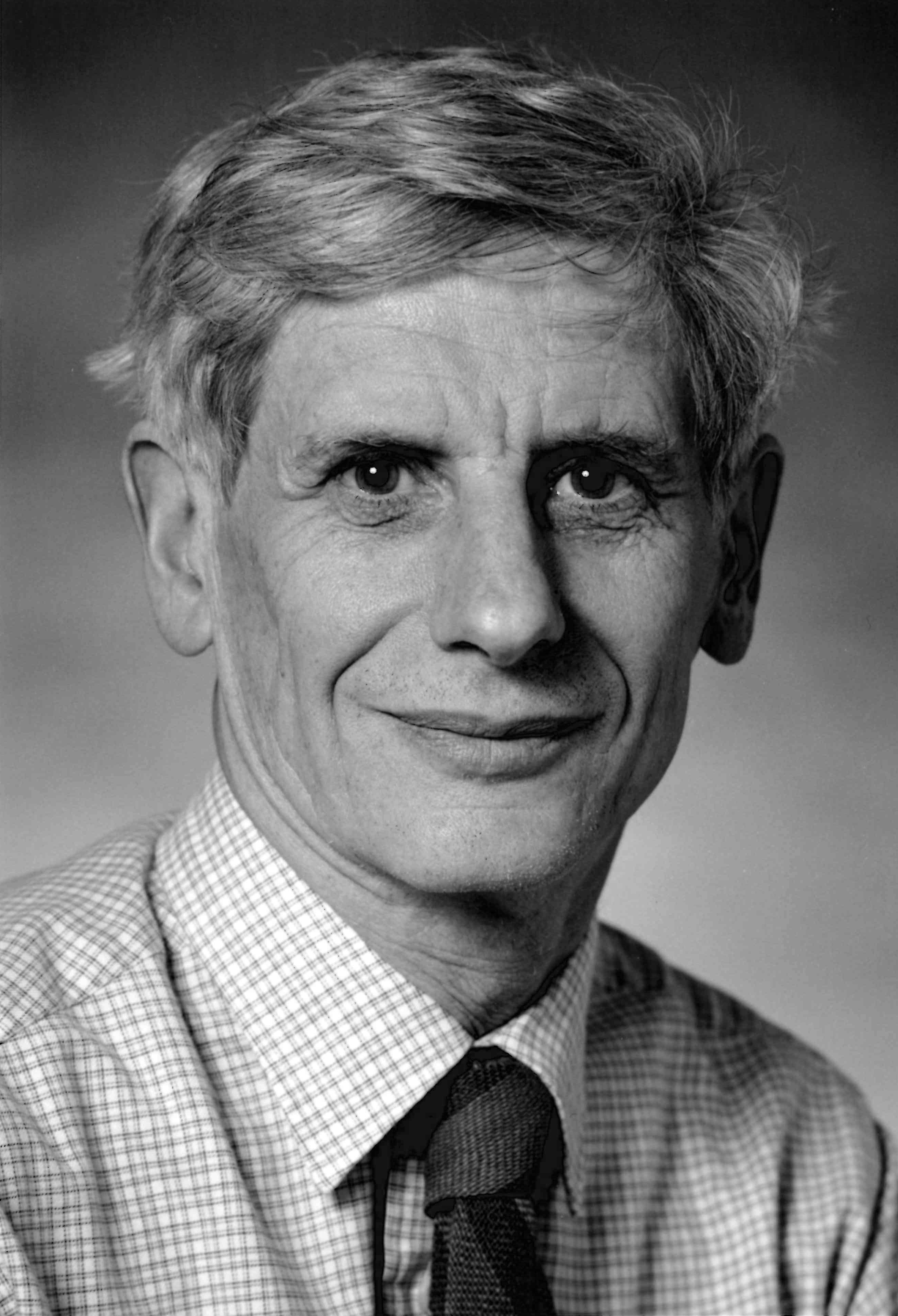
デイヴィッド・J・サウレス／4月6日没

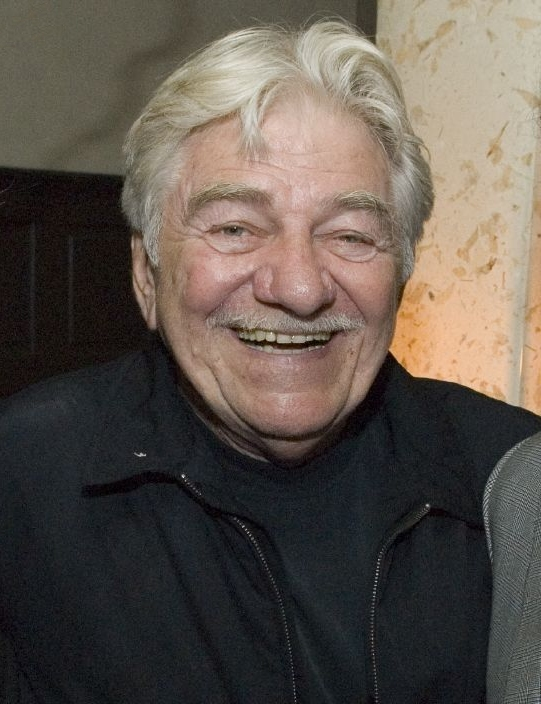
シーモア・カッセル／4月7日没

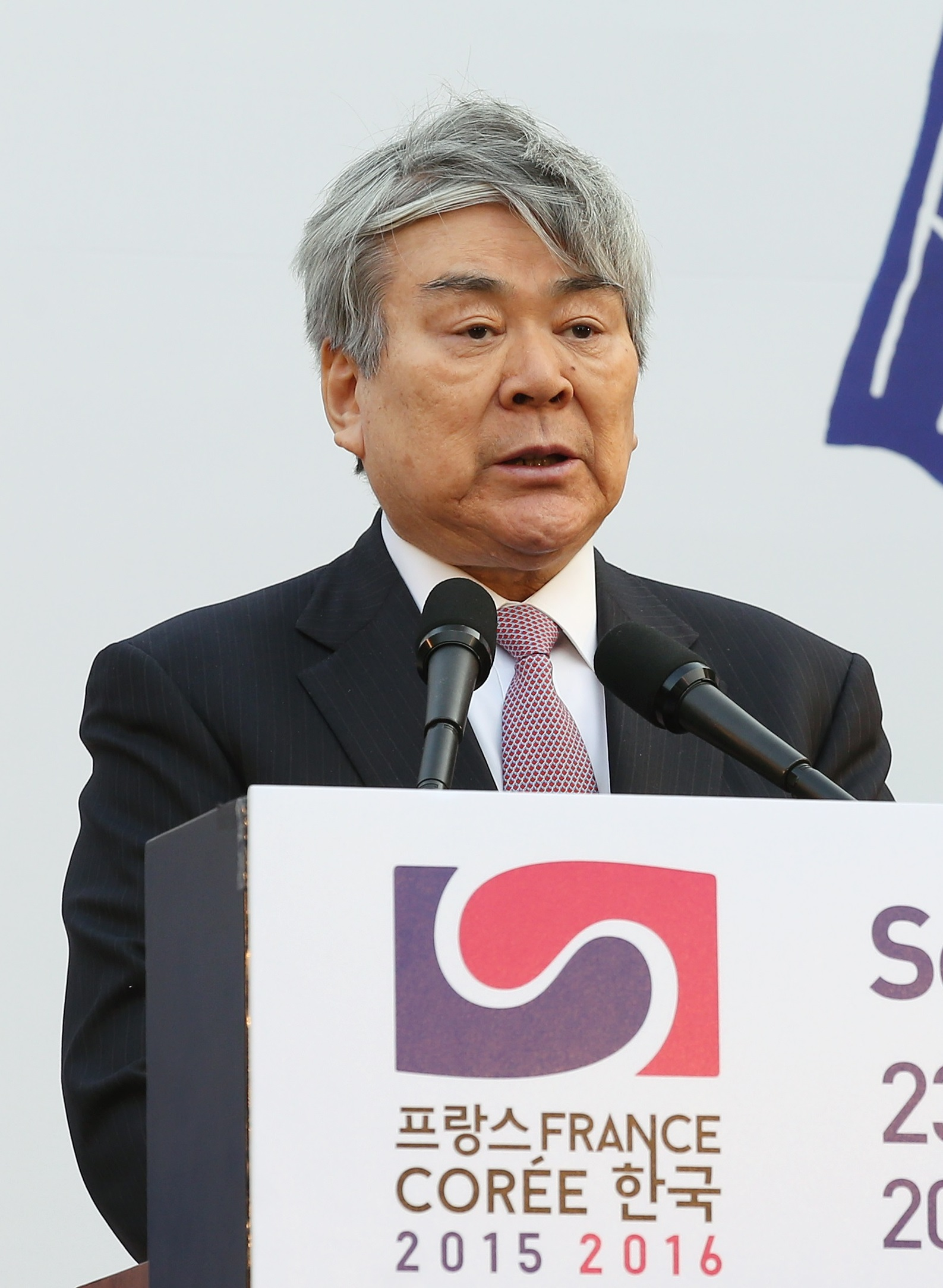
趙亮鎬／4月7日没

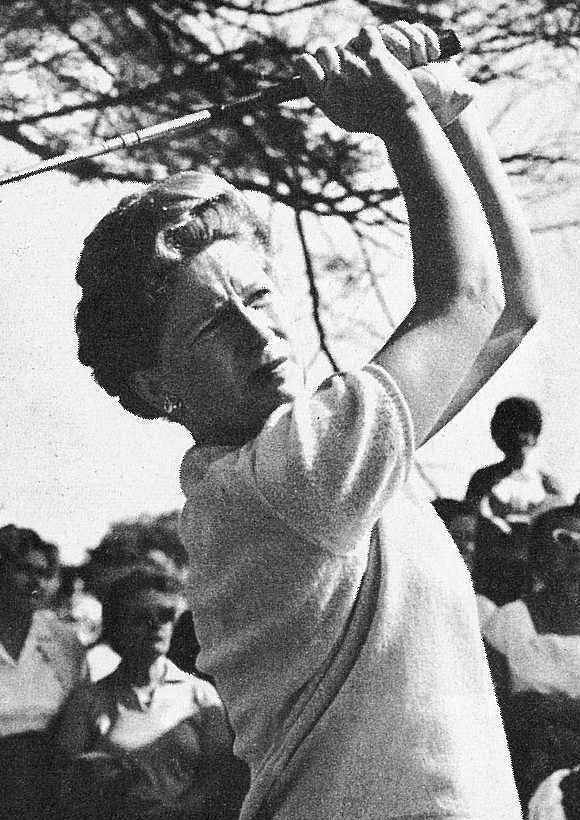
マリリン・スミス／4月9日没

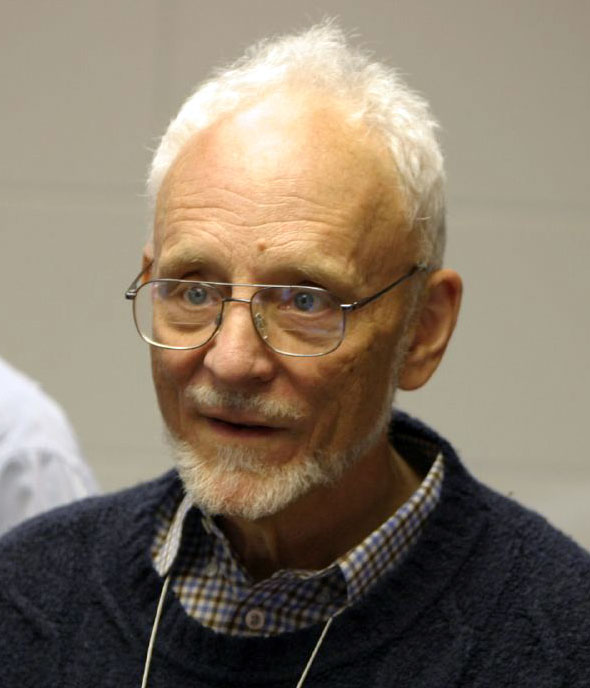
エルウィン・バーレカンプ／4月9日没

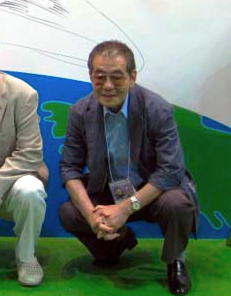
モンキー・パンチ／4月11日没

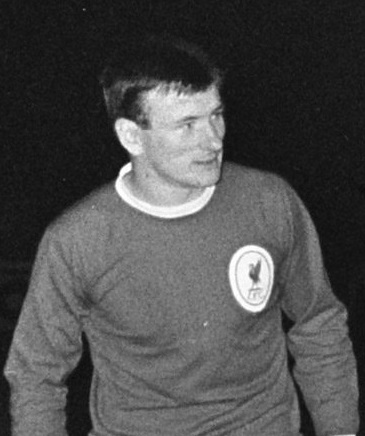
トミー・スミス／4月12日没

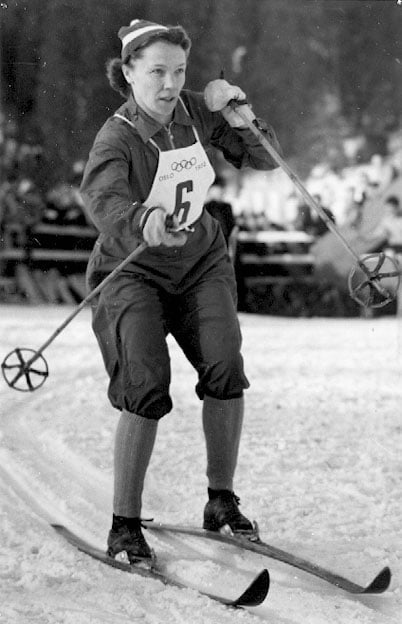
リディア・ウィデマン／4月13日没

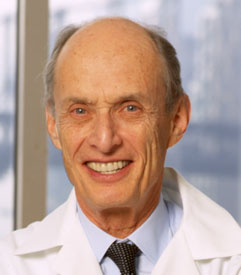
ポール・グリーンガード／4月13日没

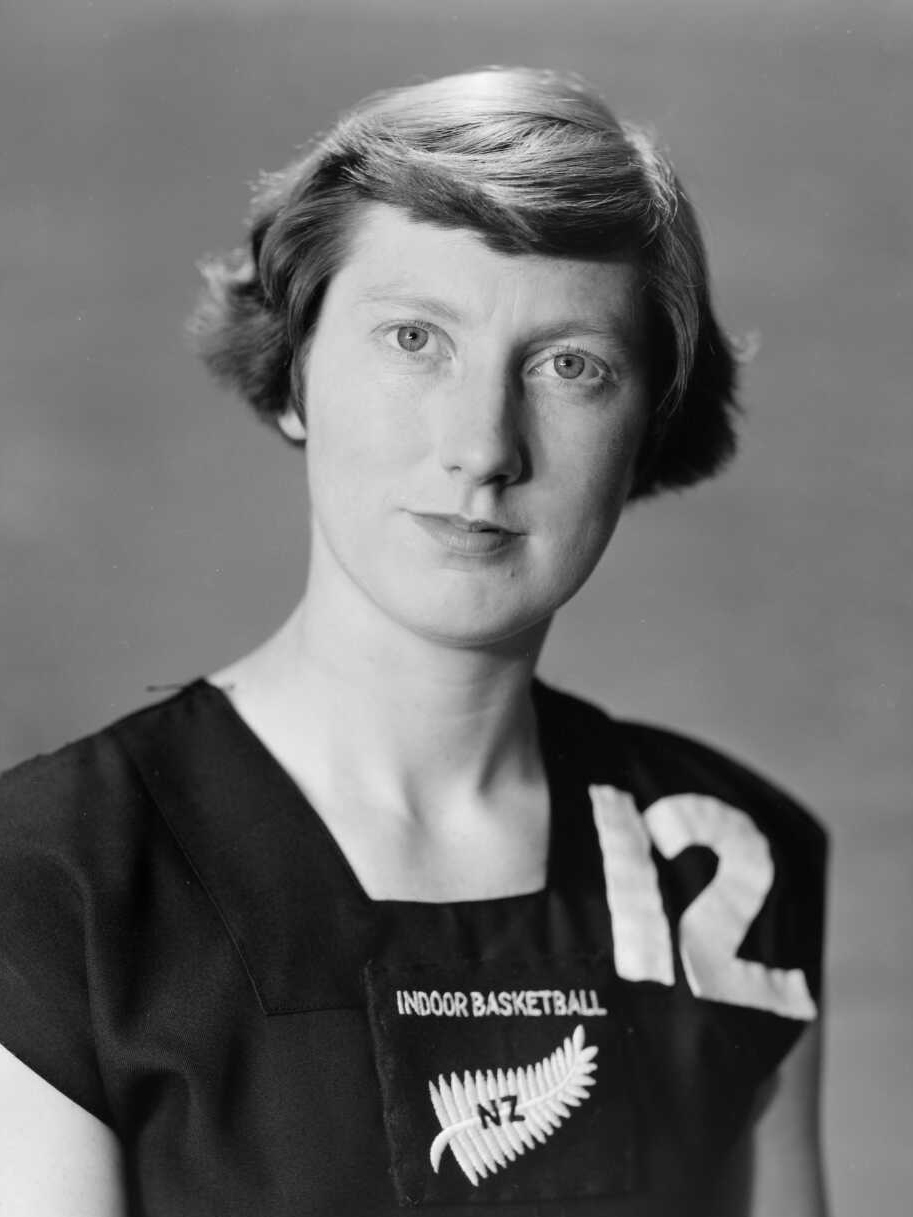
イヴェット・ウィリアムズ／4月13日没

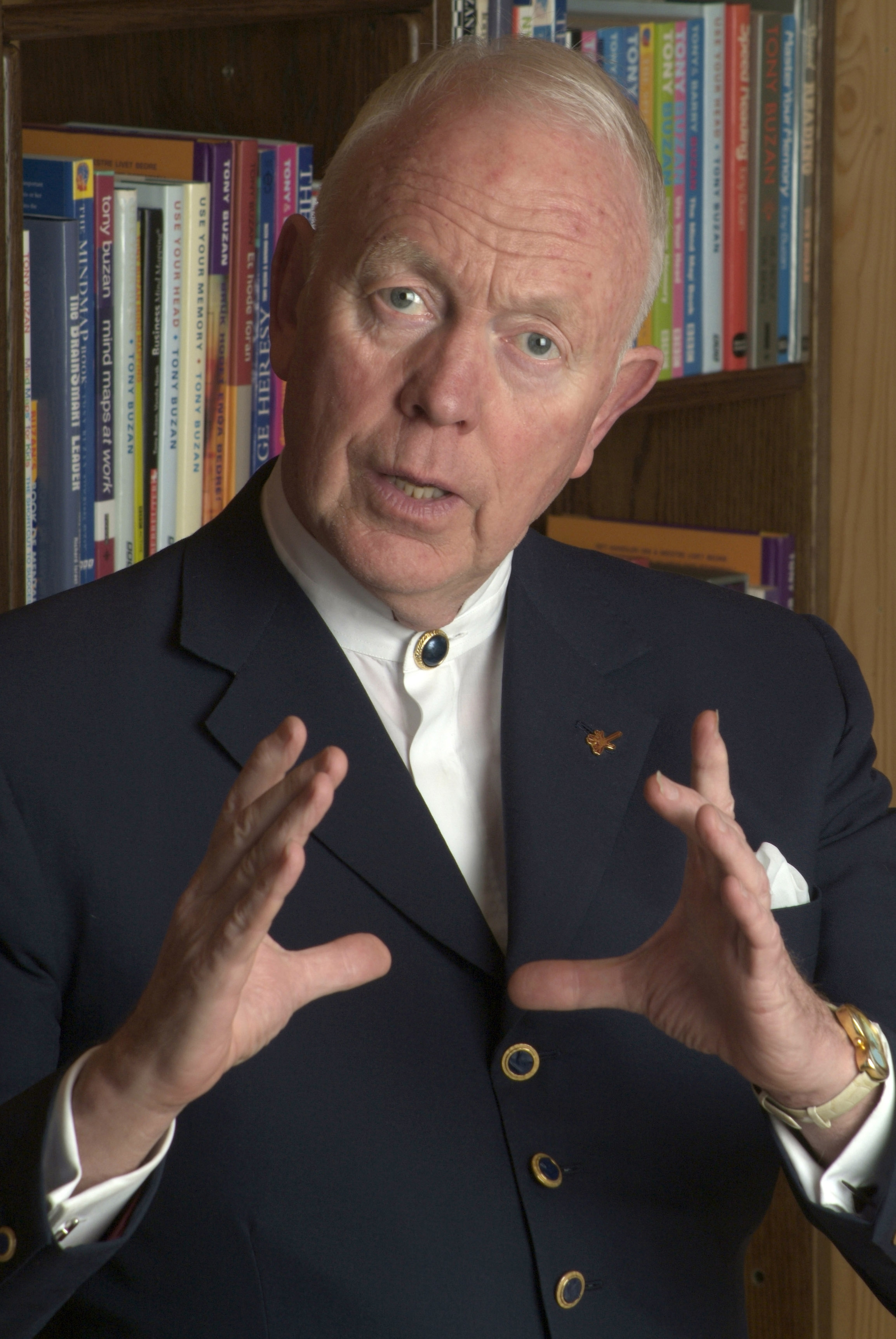
トニー・ブザン／4月13日没

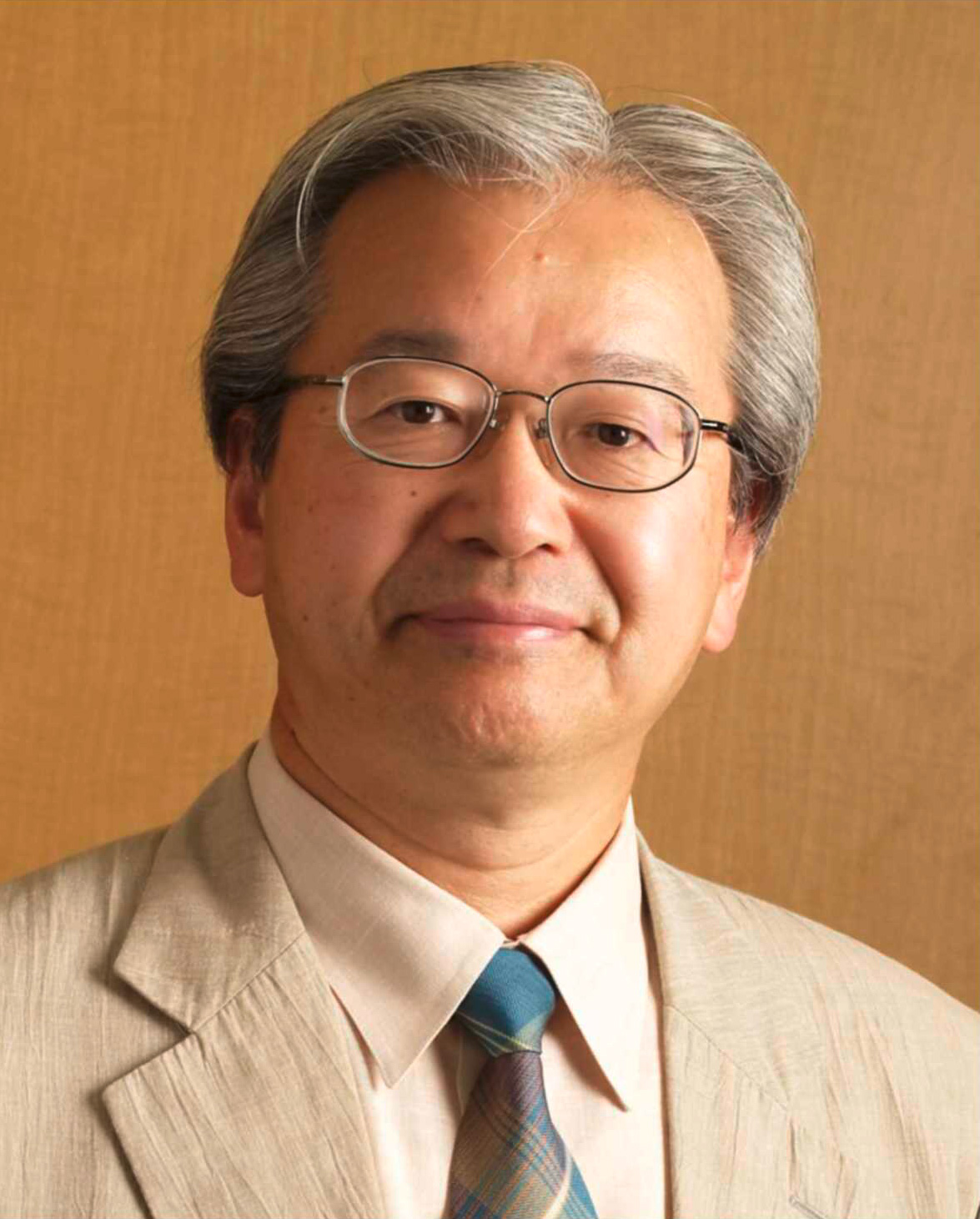
海部宣男／4月13日没

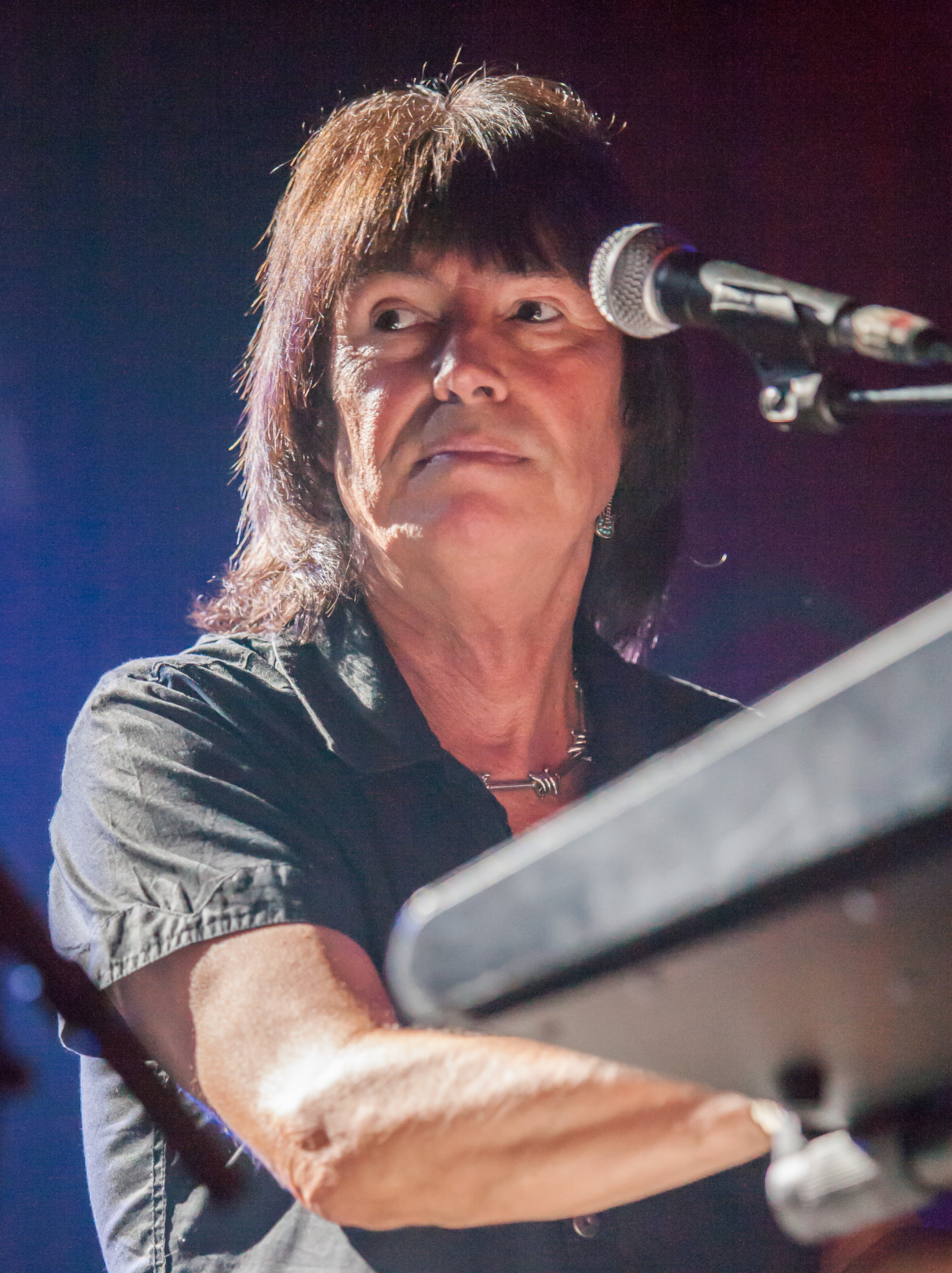
ポール・レイモンド／4月13日没

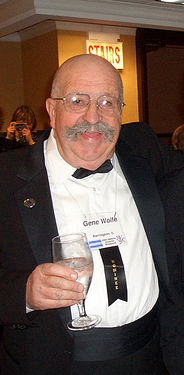
ジーン・ウルフ／4月14日没

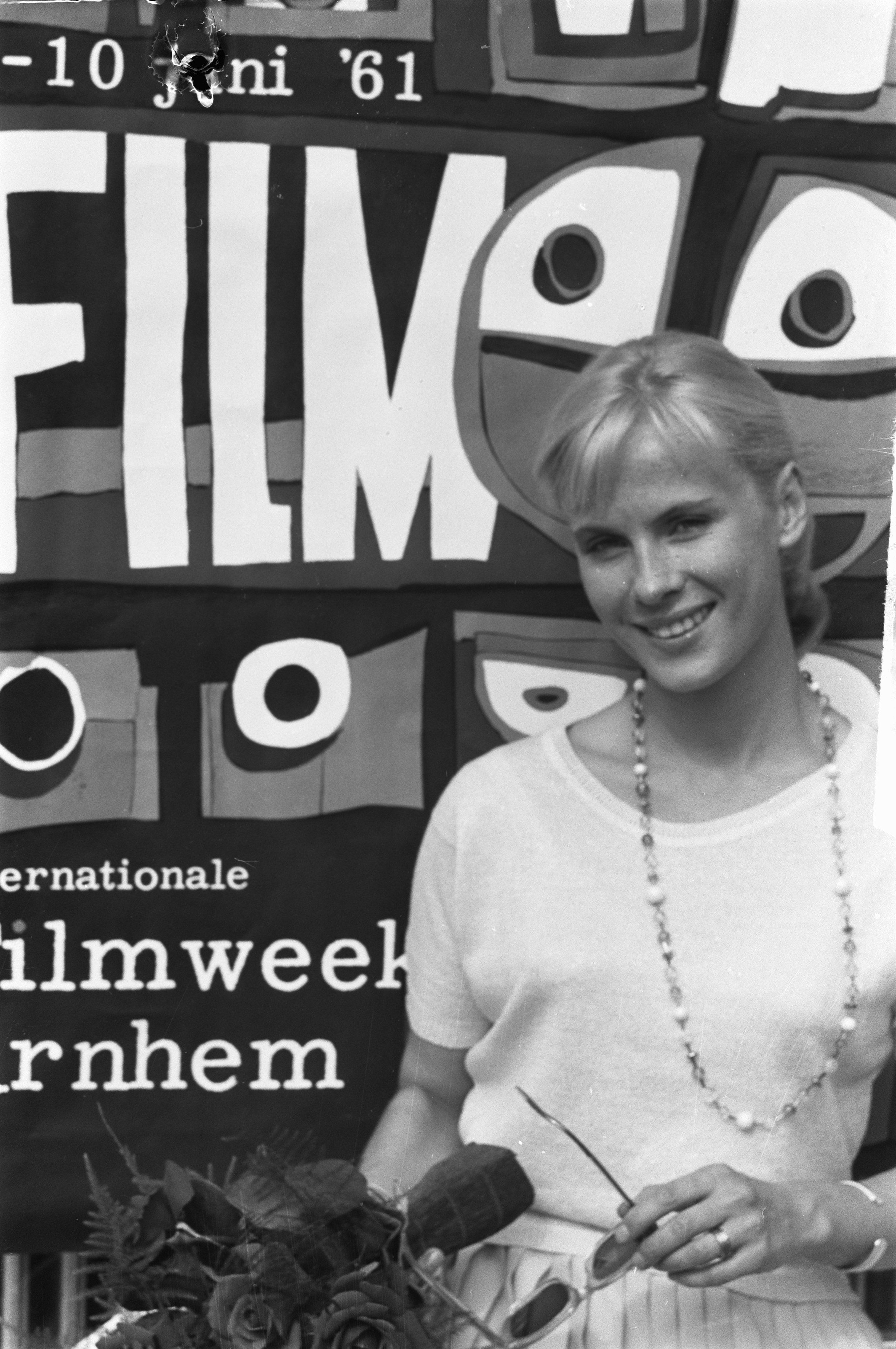
ビビ・アンデショーン／4月14日没

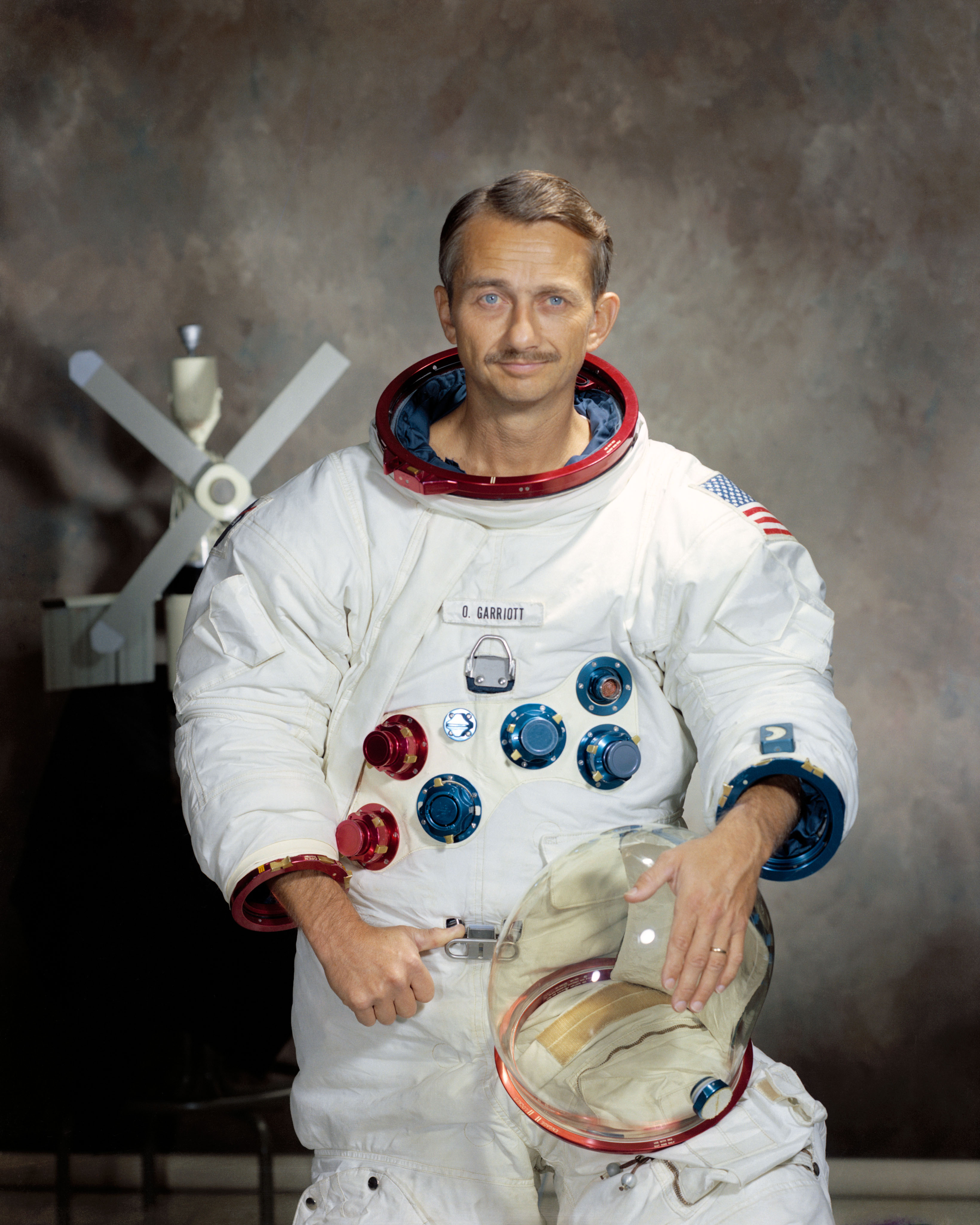
オーウェン・ギャリオット／4月15日没

- 4月1日 - ラファエル・サンチェス・フェルロシオ、イタリア出身のスペインの小説家（* 1927年）[1]
- 4月1日 - カラベリ、フランスの作曲家、指揮者（* 1930年）[2]
- 4月1日 - ルート＝マルグレート・ピュッツ（ドイツ語版）、ドイツのコロラトゥーラソプラノ歌手（* 1930年）[3]
- 4月1日 - ディミタール・ドブレフ（英語版）、ブルガリアのアマチュアレスリング選手、1960年ローマオリンピックグレコローマン・ミドル級金メダリスト（* 1931年）[4]
- 4月1日 - 楊井立夫、日本の実業家、元岩谷産業社長（* 1934年）[5]
- 4月1日 - ヴォンダ・マッキンタイア、アメリカ合衆国のサイエンス・フィクション小説家（* 1948年）[6]
- 4月1日 - アルマンド・ベガ・ヒル（スペイン語版）、メキシコのベーシスト、作曲家、詩人（* 1955年）[7]
- 4月1日 - S・ピエール・ヤメオゴ（英語版）、ブルキナファソの映画監督（* 1955年）[8]
- 4月2日 - 笹哲三、日本の実業家、元興亜火災海上保険（現損害保険ジャパン日本興亜）社長（* 1924年?）[9]
- 4月2日 - フランツ・ヴェーバー（英語版）、スイスの環境保護活動家（* 1927年）[10]
- 4月2日 - 鼓直、日本のラテンアメリカ文学研究者、翻訳家（* 1930年）[11]
- 4月2日 - 増澤土龍、日本の篆刻家、毎日書道展審査会員（* 1943年?）[12]
- 4月2日 - キム・イングリッシュ（英語版）、アメリカ合衆国のハウス／ゴスペルシンガーソングライター（* 1970年）[13]
- 4月3日 - 真弓常忠、日本の神職、神道学者、歴史学者、皇學館大学名誉教授、住吉大社名誉宮司（* 1923年）[14]
- 4月3日 - 田中正、日本の物理学者、京都大学名誉教授（* 1928年）[15]
- 4月3日 - イエジー・ヴォイチック（ポーランド語版）、ポーランドの撮影監督（* 1930年）[16]
- 4月3日 - エイナー・イヴェルセン（ノルウェー語版）、ノルウェーのジャズピアニスト、作曲家（* 1930年）[17]
- 4月3日 - 江口吾朗、日本の生物学者、熊本大学元学長・名誉教授、基礎生物学研究所・総合研究大学院大学名誉教授（* 1933年）[18]
- 4月3日 - 樋口美作、日本の団体理事、元日本ムスリム協会会長（* 1934年）[19]
- 4月3日 - 小坂照男、日本の元プロボクサー【東洋ライト級元王者】（* 1940年）[20]
- 4月3日 - （訃報発表日）木村豊幸、日本の俳優（* 1948年）[21]
- 4月3日 - 吉武健一、日本の団体理事、久留米工業大学理事長（* 1950年?）[22]
- 4月4日 - 相澤英之、日本の政治家、自由民主党元衆議院議員、第43代経済企画庁長官、第6代金融再生委員会委員長（* 1919年）[23]
- 4月4日 - ゲオルギー・ダネリヤ、ロシアの映画監督（* 1930年）[24]
- 4月4日 - 杉本弘子、日本の洋画家（* 1938年）[25]
- 4月4日 - バリー・マルキン（英語版）、アメリカ合衆国の映像編集者（* 1938年）[26]
- 4月4日 - 齋藤章児、日本のアマチュア野球指導者・解説者（* 1940年）[27]
- 4月4日 - アルベルト・コルテス（スペイン語版）、アルゼンチンのシンガーソングライター（* 1940年）[28]
- 4月4日 - 大橋信夫、日本の政治家、宮城県涌谷町長（* 1949年）[29]
- 4月4日 - 松原裕、日本の音楽プロデューサー（* 1979年）[30]
- 4月5日 - ニーナ・ラーゲルグレーン（英語版）、スウェーデンの活動家、ラウル・ワレンバーグ異父妹（* 1921年）[31]
- 4月5日 - シドニー・ブレナー、南アフリカ連邦出身のイギリスの生物学者、ノーベル生理学・医学賞受賞者（* 1927年）[32]
- 4月5日 - 原島望泰、日本の実業家、元カンダホールディングス社長（* 1933年）[33]
- 4月5日 - イブ・グリンデマン（デンマーク語版）、デンマークのジャズミュージシャン（* 1934年）[34]
- 4月5日 - 福地淳二、日本の実業家、元三菱アルミニウム社長（* 1934年?）[35]
- 4月5日 - 山下努、日本の超電導工学者、東北大学名誉教授（* 1939年）[36]
- 4月5日 - 矢崎和広、日本の政治家、元長野県茅野市長（* 1947年）[37]
- 4月5日 - ニコライ・コヴァレフ、ロシアの軍人、政治家、元ロシア連邦保安庁長官（* 1949年）[38]
- 4月5日 - サム・ピラフィアン、アメリカ合衆国のチューバ奏者（* 1949年）[39]
- 4月5日 - 鈴木啓治、日本の実業家、山王社長（* 1956年?）[40]
- 4月5日 - ショーン・スミス（英語版）、アメリカ合衆国の歌手、サッチェル・ブラッドメンバー（* 1965年）[41]
- 4月5日 - wowaka、日本のミュージシャン、VOCALOIDプロデューサー、ヒトリエメンバー（* 1987年）[42]
- 4月6日 - 荘英介、日本の実業家、元日本スケート連盟会長（* 1919年?）[43]
- 4月6日 - 小野忠熈、日本の考古地理学者、洋画家、山口大学名誉教授（* 1920年）[44]
- 4月6日 - アーネスト・ホリングス（英語版）、アメリカ合衆国の政治家、元上院議員（* 1922年）[45]
- 4月6日 - 高田風人子、日本の俳人（* 1926年）[46]
- 4月6日 - デイヴィッド・J・サウレス、イギリスの物理学者、ノーベル物理学賞受賞者（* 1934年）[47]
- 4月6日 - オリ・マキ（フィンランド語版）、フィンランドの元プロボクサー、アマチュアボクシング選手（* 1936年）[48]
- 4月6日 - ジム･グレイザー（英語版）、アメリカ合衆国のカントリーミュージックアーティスト、トムポール&グレイザー・ブラザーズ（英語版）メンバー（* 1937年）[49]
- 4月6日 - 田中登志子、日本の実業家、前メガネの田中チェーン社長（* 1938年）[50]
- 4月6日 - ロイド・マクダーモット（英語版）、オーストラリアのラグビー選手、法廷弁護士（* 1939年）[51]
- 4月6日 - 田口貞善、日本の体育学者、京都大学名誉教授（* 1941年）[52]
- 4月6日 - 栗山勝、日本の医学者、福井大学名誉教授（* 1947年）[53]
- 4月6日 - 彩豪一義、日本の元大相撲力士、実業家（* 1975年）[54]
- 4月7日 - 石田裕、日本の数学者、山口大学名誉教授（* 1925年?）[55]
- 4月7日 - シーモア・カッセル、アメリカ合衆国の俳優（* 1935年）[56]
- 4月7日 - 佐々木哲英、日本の元重量挙げ選手、元1972年ミュンヘンオリンピック日本代表（* 1946年?）[57]
- 4月7日 - 趙亮鎬（チョ・ヤンホ）、大韓民国の実業家、韓進グループ会長（* 1949年）[58]
- 4月7日 - （訃報発表日）森新吾、日本の俳優、声優、ダンサー、DIAMOND☆DOGSメンバー（* 1981年）[59]
- 4月7日 - マヤ＝レシア・ネイラー、イギリスの女優（* 2002年）[60]
- 4月8日 - 釘本完、日本の医学者、信州大学元医学部長・名誉教授（* 1923年?）[61]
- 4月8日 - 橋本喜典、日本の歌人（* 1928年）[62]
- 4月8日 - ナジャ・レジン（英語版）、セルビアの女優（* 1931年）[63]
- 4月8日 - 宮里政玄、日本の政治学者、琉球大学名誉教授（* 1931年）[64]
- 4月8日 - 阿部俊一、日本の統計学者、青山学院大学名誉教授（* 1931年）[65]
- 4月8日 - ケーシー高峰、日本の漫談家、タレント（* 1934年）[66]
- 4月8日 - 黄一鶴（中国語版）、中華人民共和国のテレビディレクター（* 1934年）[67]
- 4月8日 - 持永堯民、日本の官僚、元自治事務次官（* 1935年）[68]
- 4月8日 - 丹治恒次郎、日本の仏文学者、美術史家、関西学院大学名誉教授（* 1935年）[69]
- 4月8日 - 飯田稔、日本の政治家、茨城県旧桜川村長（* 1936年?）[70]
- 4月8日 - 田中清、日本の団体理事、元日本経済団体連合会専務理事（* 1947年?）[71]
- 4月8日 - 寺島康朗、日本の指揮者（* 1961年?）[72]
- 4月9日 - リチャード・E・コール（英語版）、アメリカ合衆国の元軍人、ドーリットル空襲に参加したアメリカ軍兵士最後の1人（* 1915年）[73]
- 4月9日 - 山本秀夫、日本の公認会計士、元日本公認会計士協会会長（* 1921年）[74]
- 4月9日 - チャールズ・ヴァン・ドーレン（英語版）、アメリカ合衆国の元大学教員、著作家、クイズ番組『21』やらせ疑惑の中心人物（* 1926年）[75]
- 4月9日 - マリリン・スミス、アメリカ合衆国のプロゴルファー、世界ゴルフ殿堂（* 1929年）[76]
- 4月9日 - ポール・ホランダー（英語版）、ハンガリー出身のアメリカ合衆国の社会学者（* 1932年）[77]
- 4月9日 - 野中泰二郎、日本の工学者、京都大学名誉教授（* 1936年）[78]
- 4月9日 - エルウィン・バーレカンプ、アメリカ合衆国の数学者（* 1940年）[79]
- 4月9日 - 島次郎、日本の舞台美術家（* 1946年）[80]
- 4月9日 - ニコライ・ゴルバチョフ（ロシア語版）、ベラルーシのボート競技選手、1972年ミュンヘンオリンピックカヤックペア1000m金メダリスト（* 1948年）[81]
- 4月10日 - 志賀政憲、日本の政治家、元和歌山県日高町長（* 1938年?）[82]
- 4月10日 - アール・トーマス・コンリー（英語版）、アメリカ合衆国のカントリーミュージック・シンガーソングライター（* 1941年）[83]
- 4月10日 - 渡辺一成、日本の政治家、元福島県南相馬市長（* 1944年）[84]
- 4月11日 - 川上忠雄、日本の米文学者、元大阪女子大学学長（* 1924年）[85]
- 4月11日 - 田中弘邦、日本の実業家、元全国郵便局長会会長（* 1926年）[86]
- 4月11日 - 國場幸一郎、日本の実業家、元國場組会長（* 1932年）[87]
- 4月11日 - モンキー・パンチ、日本の漫画家（* 1937年）[88]
- 4月11日 - スコット・サンダーソン（英語版）、アメリカ合衆国のMLB選手（* 1956年）[89]
- 4月11日 - イアン・コニート（英語版）、イギリスのコメディアン、漫談家（* 1958年）[90]
- 4月11日 - 関田修（英語版）、日本のアニメ演出家（* 生年不詳）[91]
- 4月12日 - アイバー・ブローディス（英語版）、イングランドのサッカー選手、元イングランド代表（* 1922年）[92]
- 4月12日 - 赤崎義則、日本の政治家、前鹿児島市市長（* 1927年）[93]
- 4月12日 - フォレスト・グレッグ（英語版）、アメリカ合衆国のアメリカンフットボール選手・指導者（* 1933年）[94]
- 4月12日 - ジョニー・ハッチンソン（英語版）、イギリスのドラマー、ビッグ・スリー（英語版）メンバー、ビートルズ代役ドラマー（* 1940年）[95]
- 4月12日 - ジョン・マケナリー、イギリスの俳優（* 1943年）[96]
- 4月12日 - トミー・スミス、イングランドのサッカー選手、元イングランド代表（* 1945年）[97]
- 4月12日 - 飯沢理一郎、日本の農学者、北海道大学名誉教授（* 1948年）[98]
- 4月13日 - ネウス・カタラー（スペイン語版）、スペインの元レジスタンス運動家、ラーフェンスブリュック強制収容所生存者（* 1915年）[99]
- 4月13日 - リディア・ウィデマン、フィンランドのクロスカントリースキー選手、1952年オスロオリンピック女子10km金メダリスト（* 1920年）[100]
- 4月13日 - ポール・グリーンガード、アメリカ合衆国の神経科学者、ノーベル生理学・医学賞受賞者（* 1925年）[101]
- 4月13日 - イヴェット・ウィリアムズ、ニュージーランドの陸上競技選手、1952年ヘルシンキオリンピック女子走幅跳金メダリスト（* 1929年）[102]
- 4月13日 - 大谷勲、日本の法医学者、岐阜大学名誉教授（* 1938年?）[103]
- 4月13日 - 野口晴利、日本の経済学者、帝塚山大学名誉教授（* 1941年）[104]
- 4月13日 - トニー・ブザン、イギリスの著述家（* 1942年）[105]
- 4月13日 - 海部宣男、日本の天文学者、国立天文台名誉教授（* 1943年）[106]
- 4月13日 - 江見弘武、日本の裁判官、元高松高等裁判所長官（* 1943年）[107]
- 4月13日 - ポール・レイモンド、アメリカ合衆国のギタリスト、キーボーディスト、UFOメンバー（* 1945年）[108]
- 4月14日 - 高松秀明、日本の歌人（* 1924年）[109]
- 4月14日 - デイヴィッド・B・デイヴィス（英語版）、アメリカ合衆国の歴史家（* 1927年）[110]
- 4月14日 - 半嶺當泰、日本の政治家、元沖縄県石垣市長（* 1929年）[111]
- 4月14日 - 渡辺千萬子、日本のエッセイスト（* 1930年）[112]
- 4月14日 - ジーン・ウルフ、アメリカ合衆国のファンタジー・SF作家、ネビュラ賞・ローカス賞受賞者（* 1931年）[113]
- 4月14日 - 原広司、日本の画家（* 1932年?）[114]
- 4月14日 - ビビ・アンデショーン、スウェーデンの女優（* 1935年）[115]
- 4月14日 - ミリャナ・マルコヴィッチ、セルビアの政治家、スロボダン・ミロシェヴィッチ夫人（* 1942年）[116]
- 4月15日 - ウォーレン・アドラー（英語版）、アメリカ合衆国の作家（* 1927年）[117]
- 4月15日 - 金馬昭郎、日本の実業家、元京阪電気鉄道社長（* 1927年）[118]
- 4月15日 - オーウェン・ギャリオット、アメリカ合衆国の電気工学者、宇宙飛行士（* 1930年）[119]
- 4月15日 - レス・リード（英語版）、イギリスの作詞家（* 1935年）[120]
- 4月15日 - 紺野敏文、日本の美術史家、慶應義塾大学名誉教授（* 1943年）[121]
- 4月15日 - 木幡和枝、日本の芸術評論家、アートプロデューサー、東京藝術大学名誉教授（* 1946年）[122]

## (16日 - 30日)

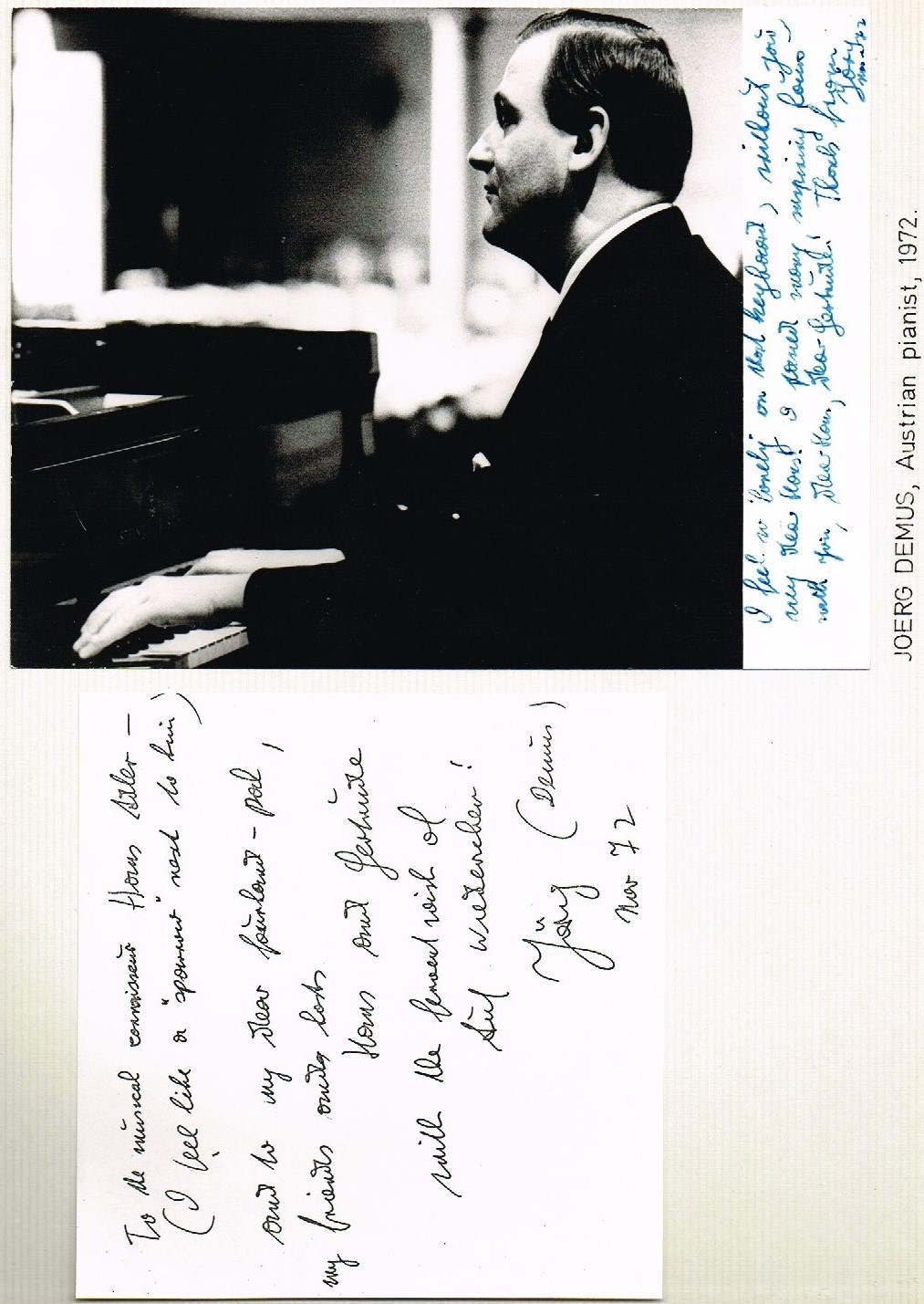
イェルク・デームス／4月16日没

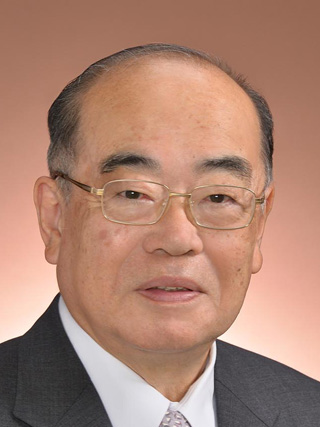
森謙治／4月16日没

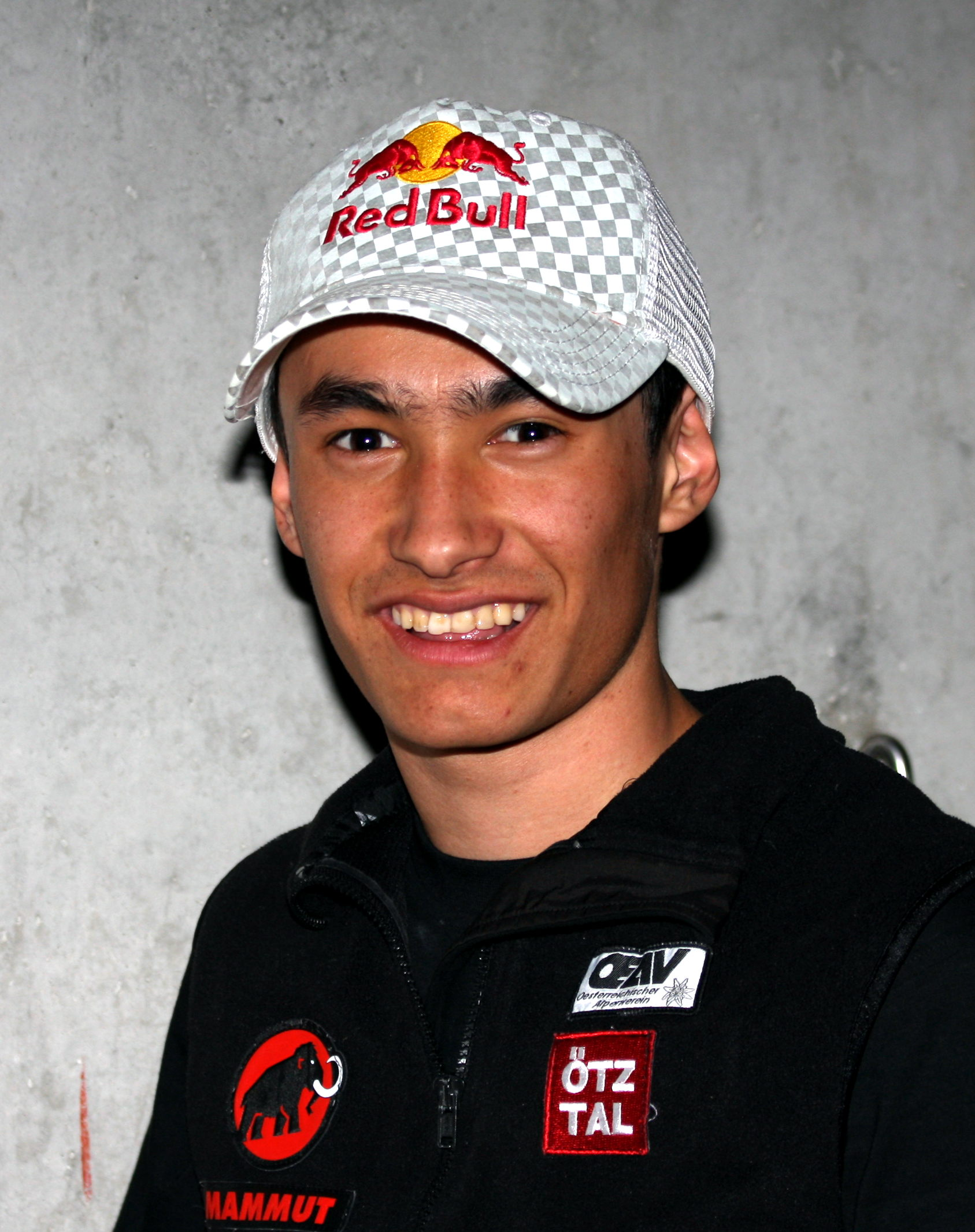
ダーフィット・ラマ／4月16日没

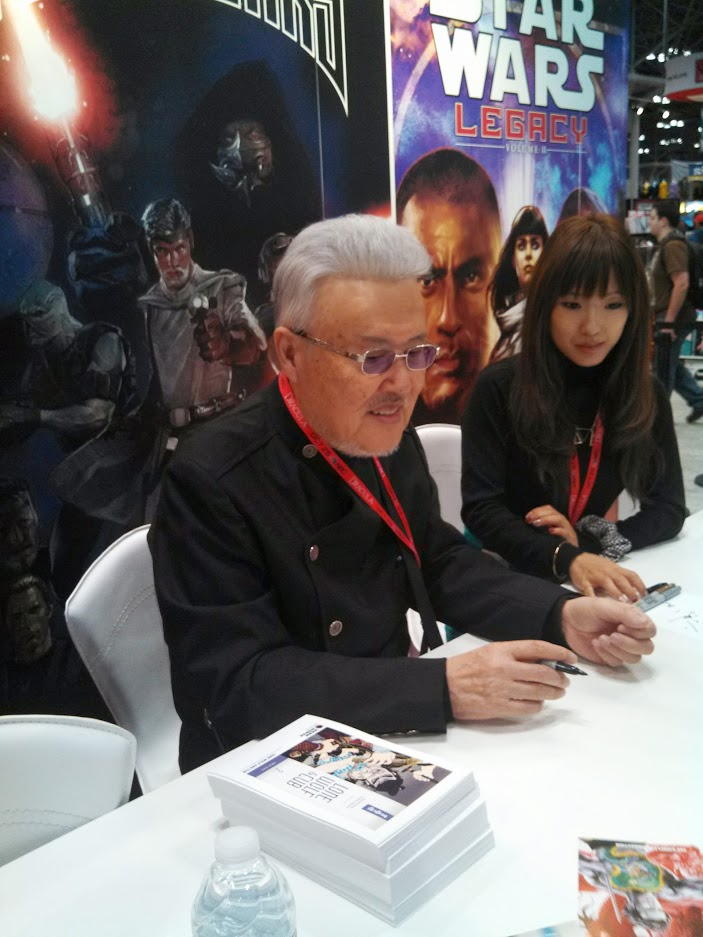
小池一夫／4月17日没

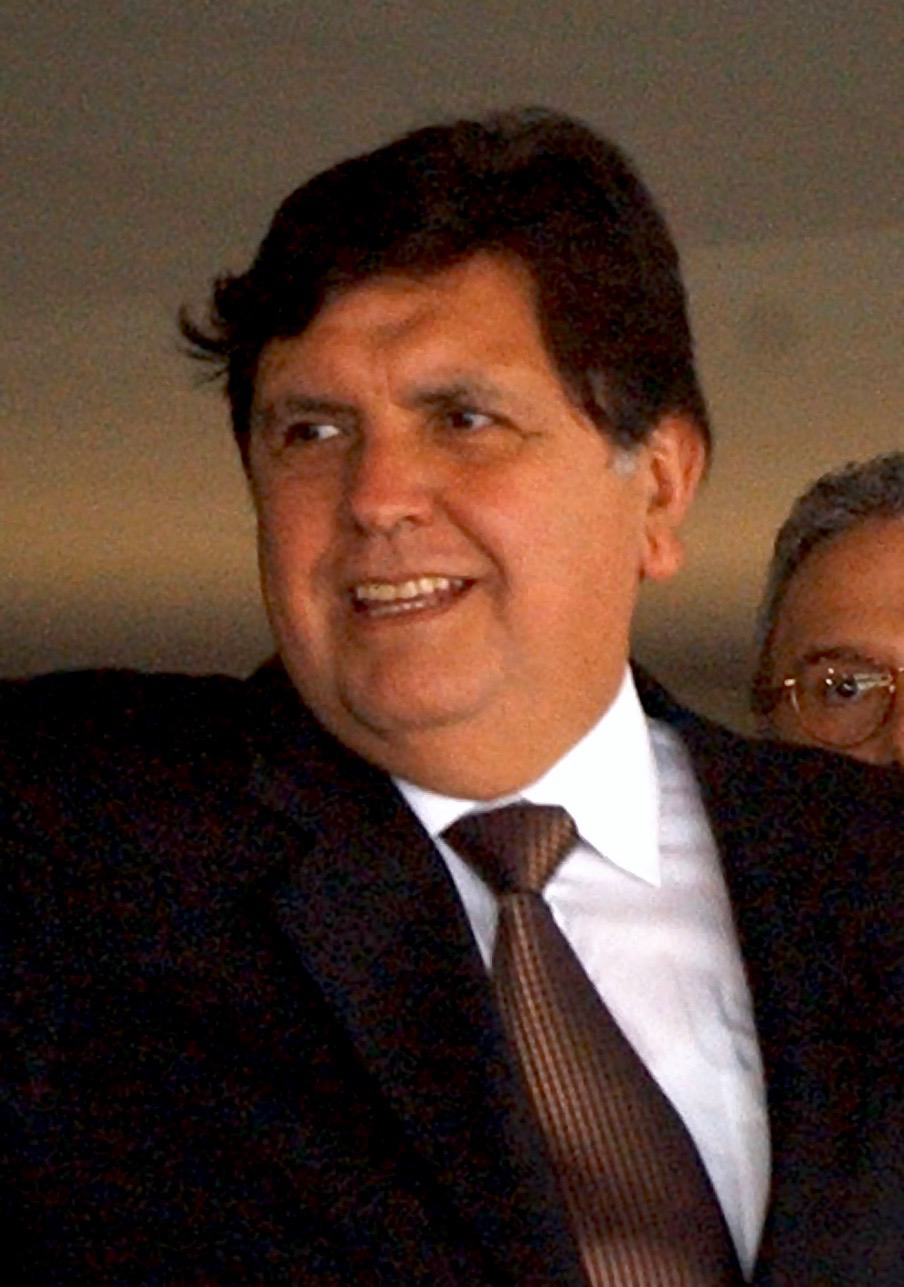
アラン・ガルシア／4月17日没

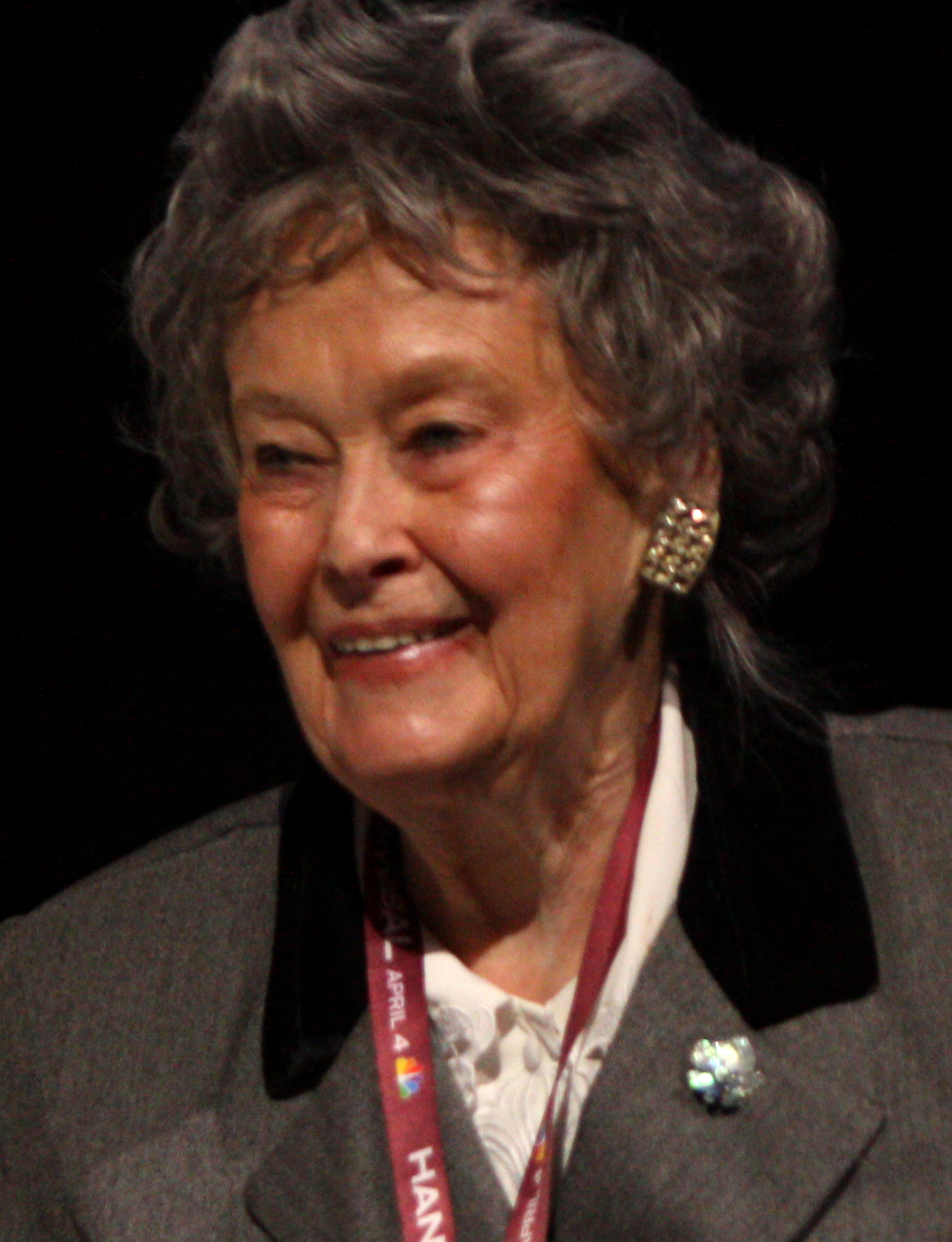
ロレイン・ウォーレン／4月18日没

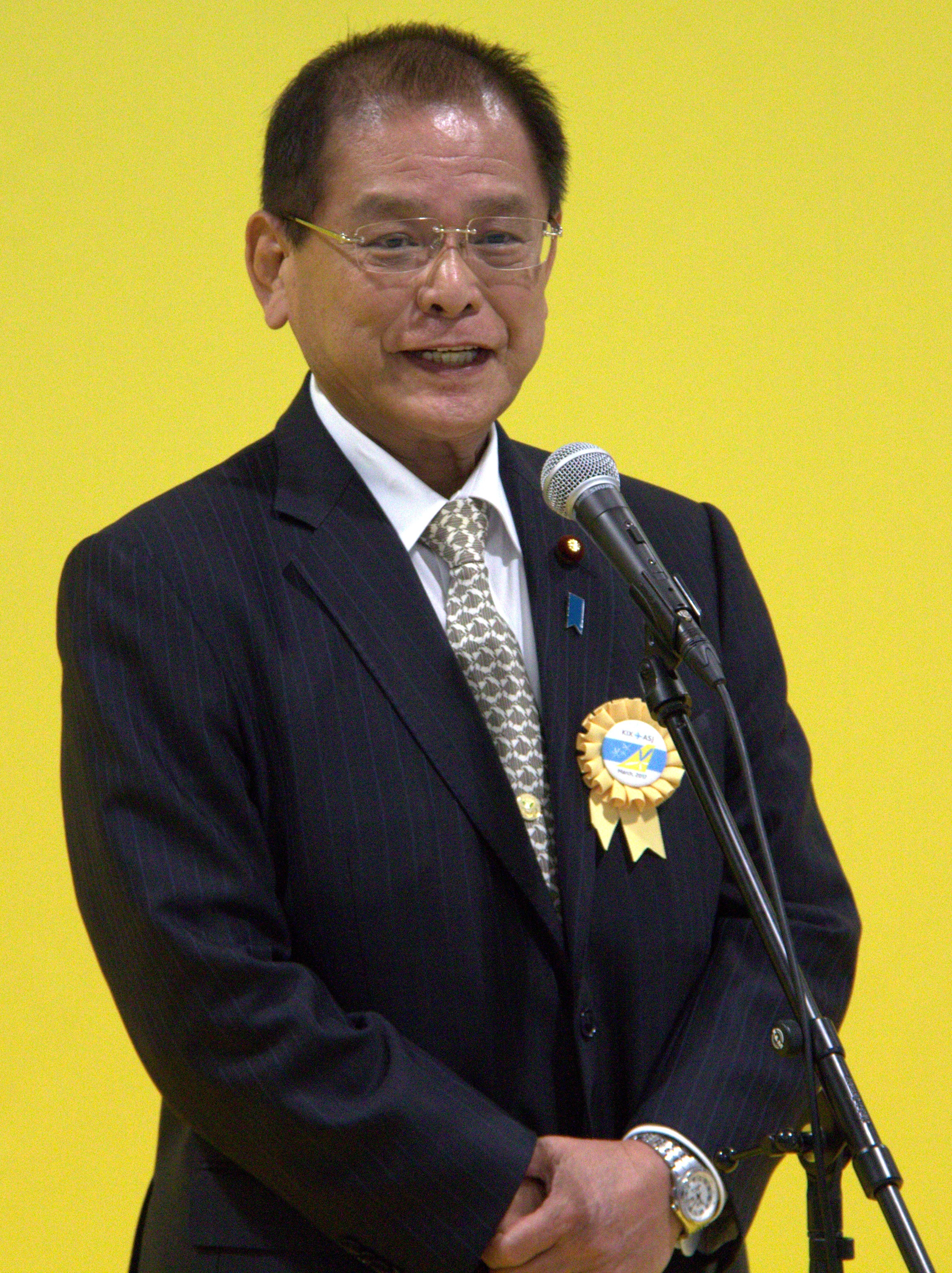
保岡興治／4月19日没

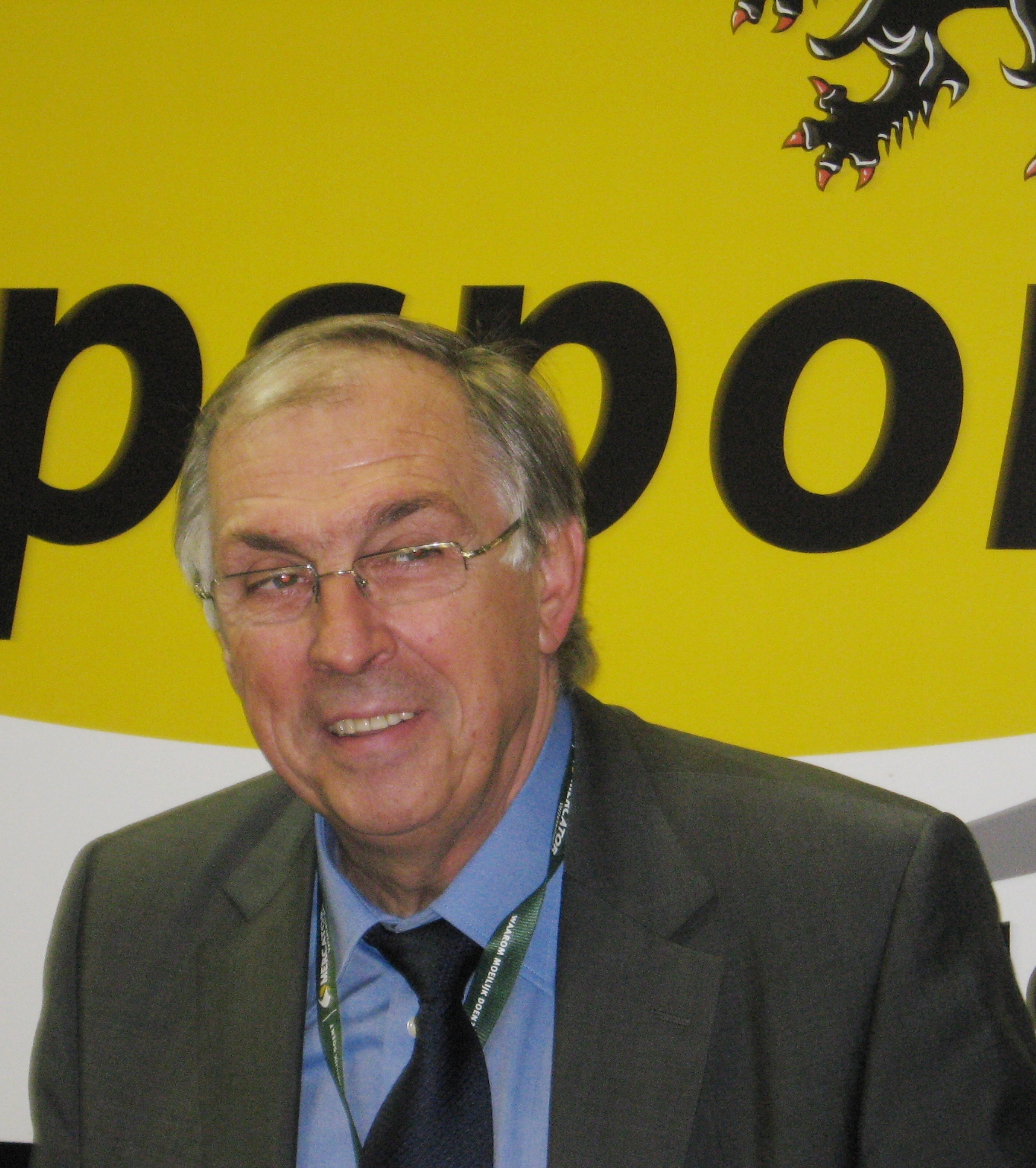
パトリック・セルキュ／4月19日没

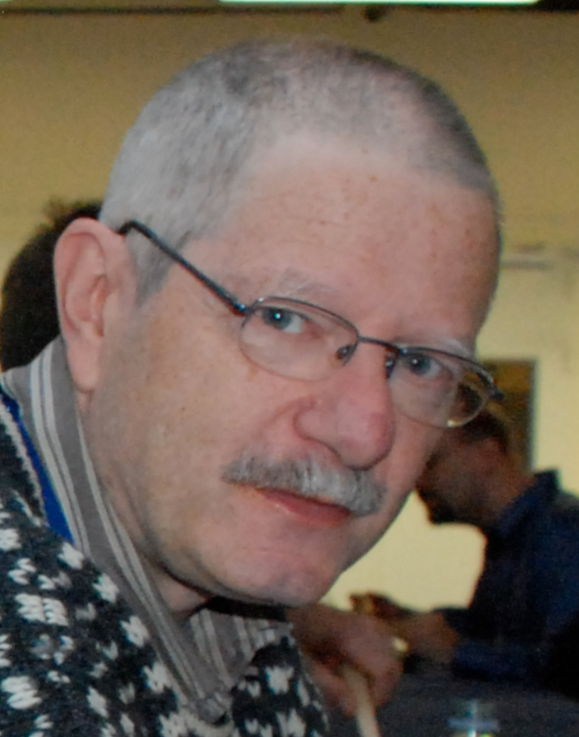
ジョー・アームストロング／4月20日没

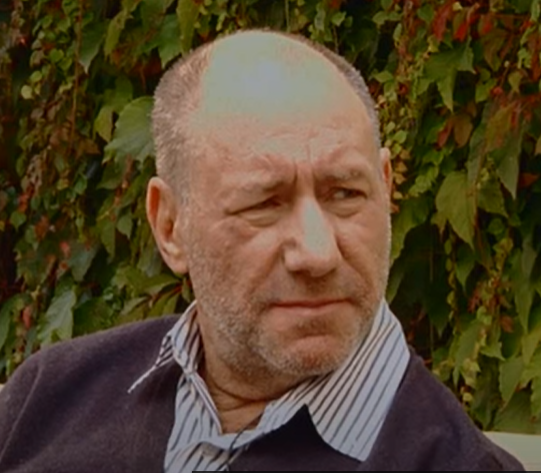
スティーヴ・ゴリン／4月21日没

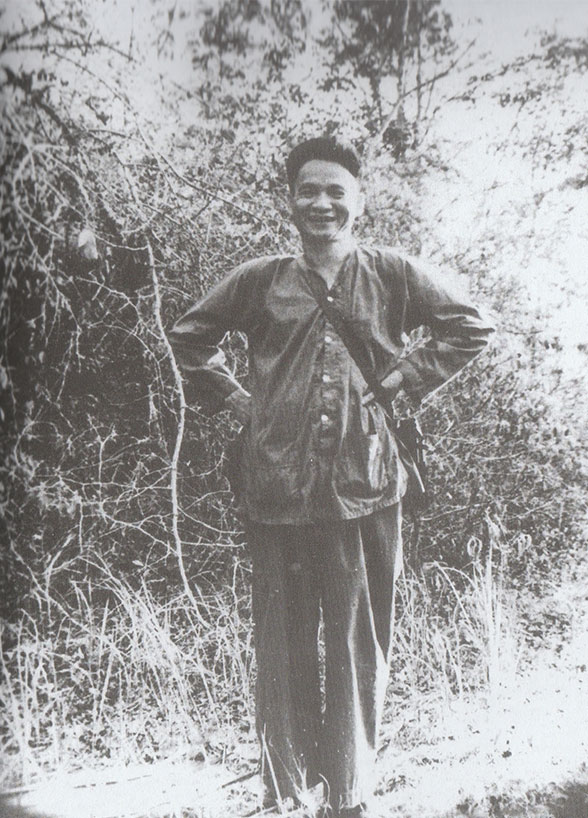
レ・ドゥック・アイン／4月22日没

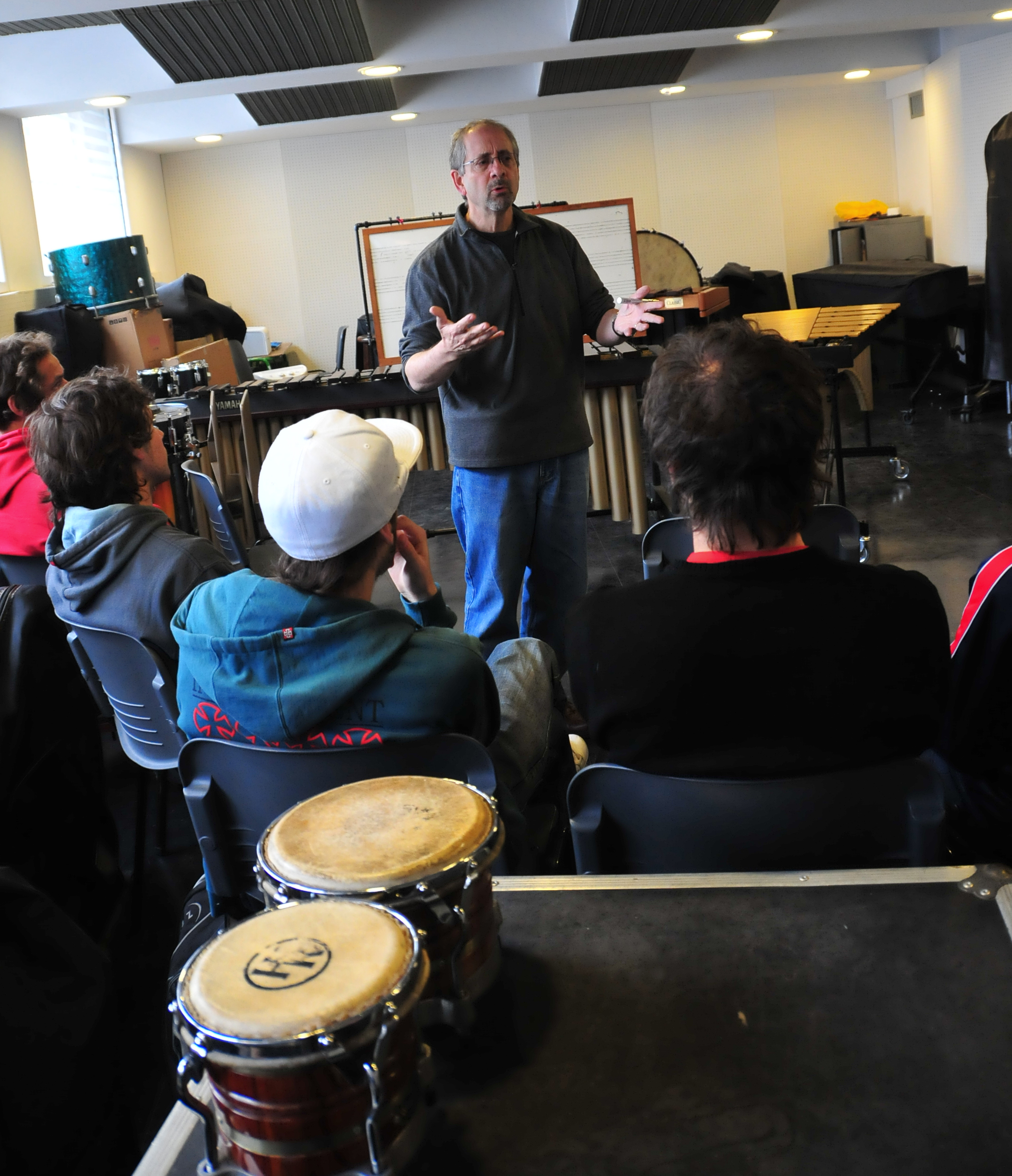
デイヴ・サミュエルズ（中央奥）／4月22日没

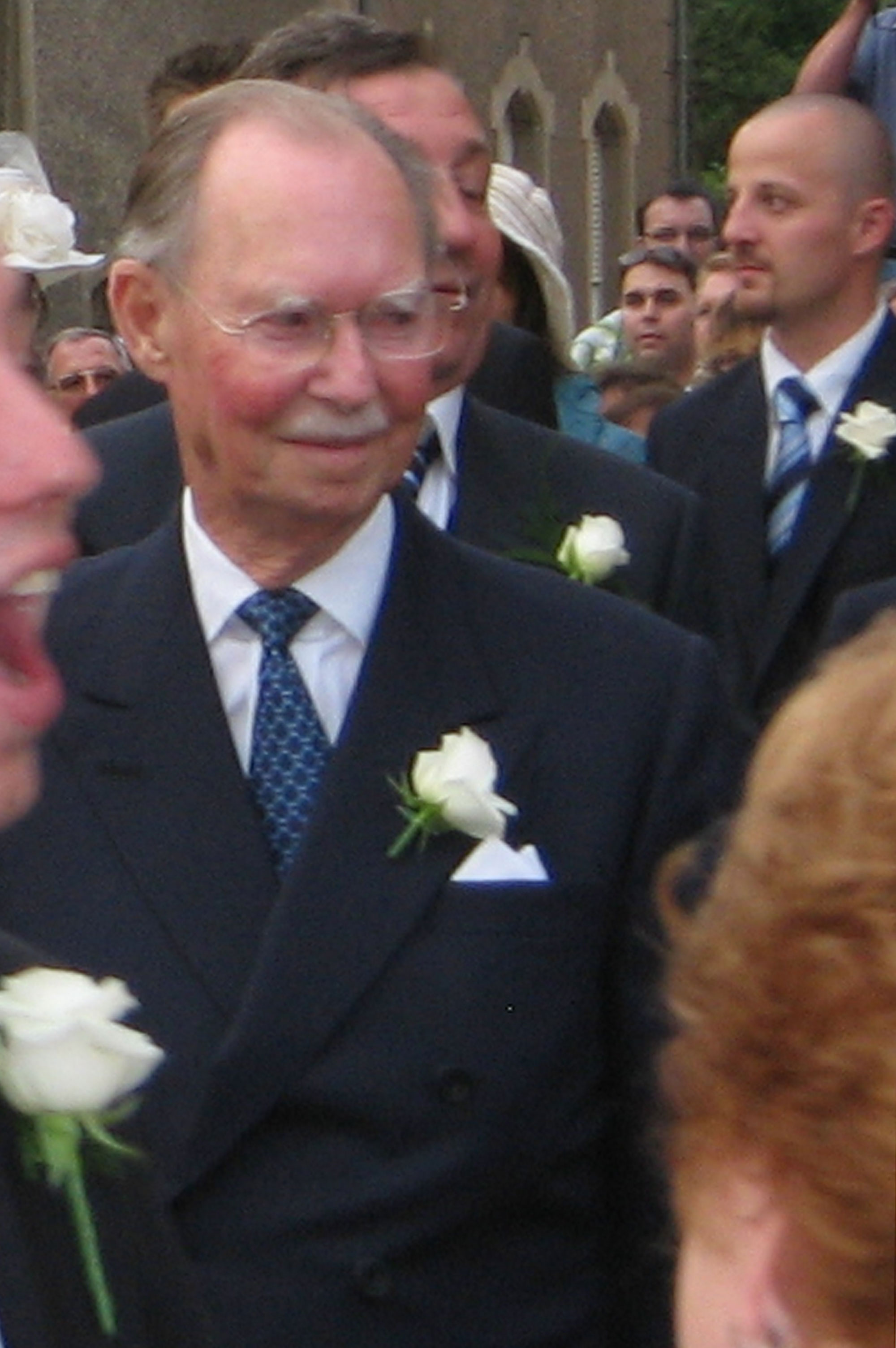
ルクセンブルク大公ジャン／4月23日没

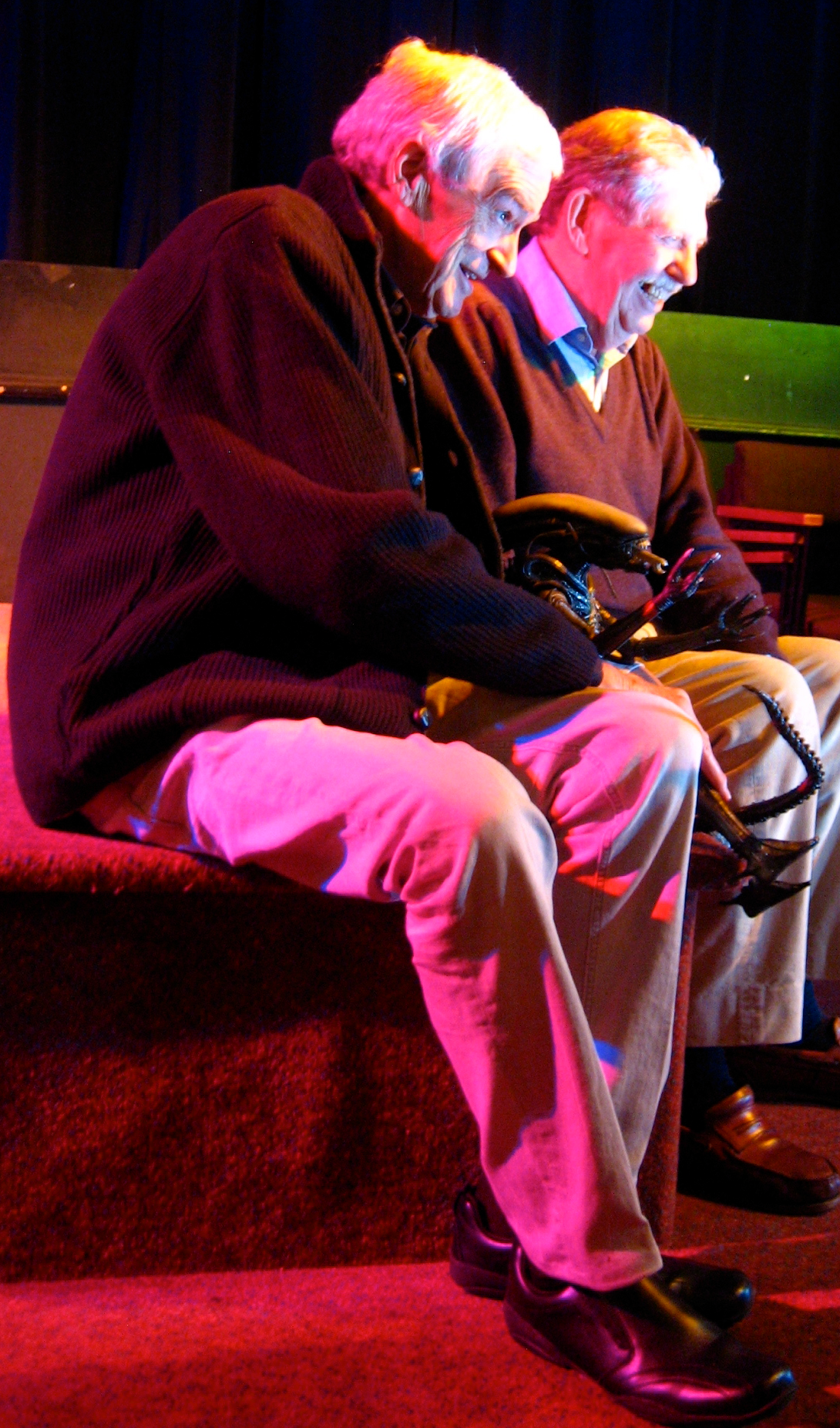
テリー・ローリングス（手前）／4月23日没

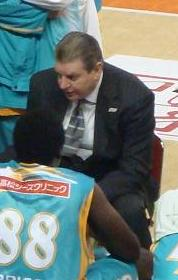
カール・ジョン・ニューマン／4月23日没

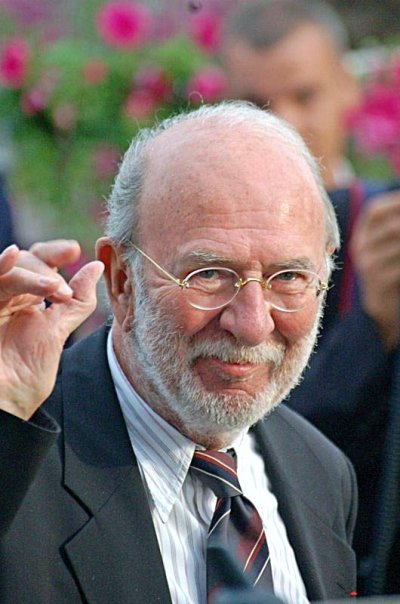
ジャン＝ピエール・マリエール／4月24日没

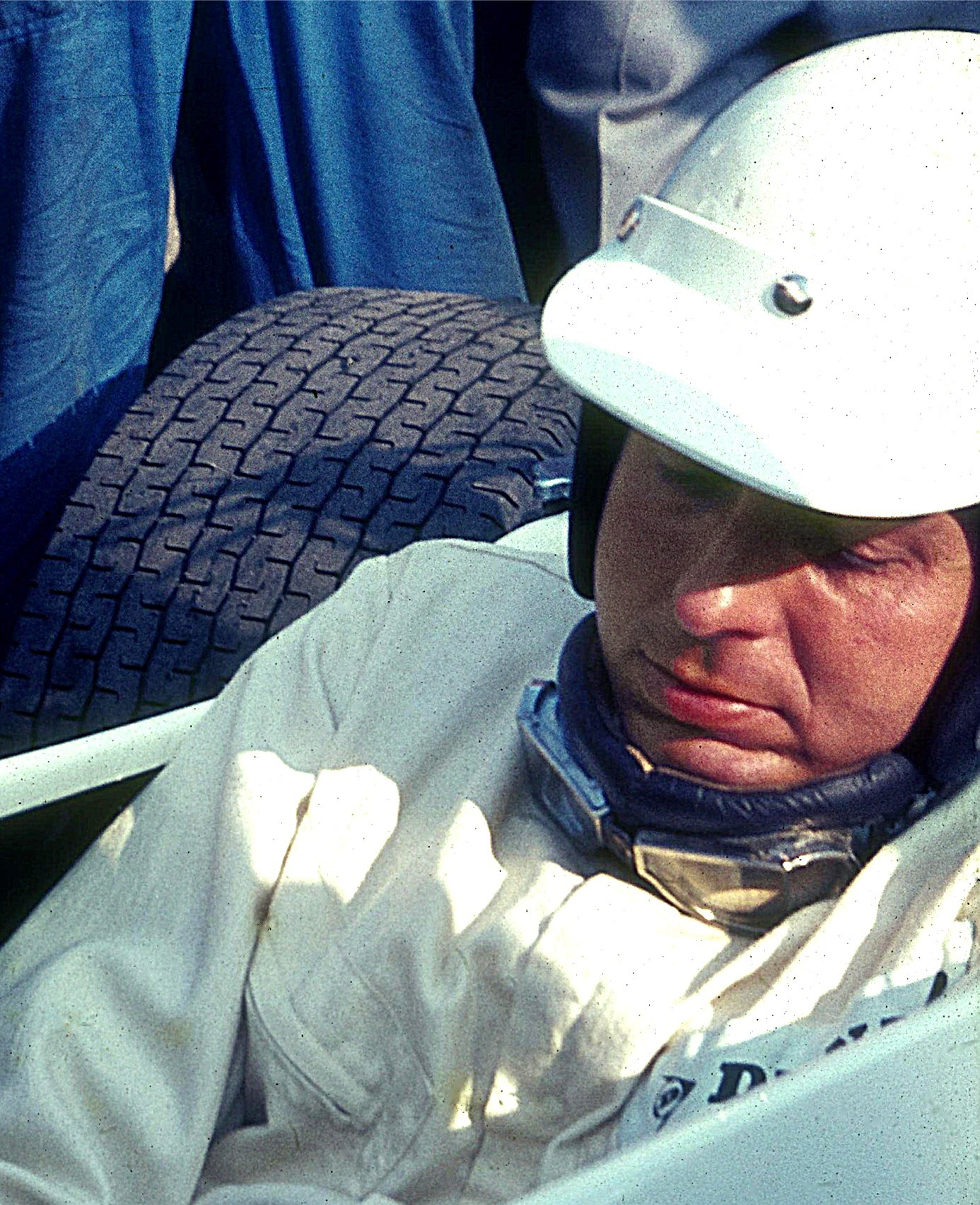
ヒューベルト・ハーネ／4月24日没

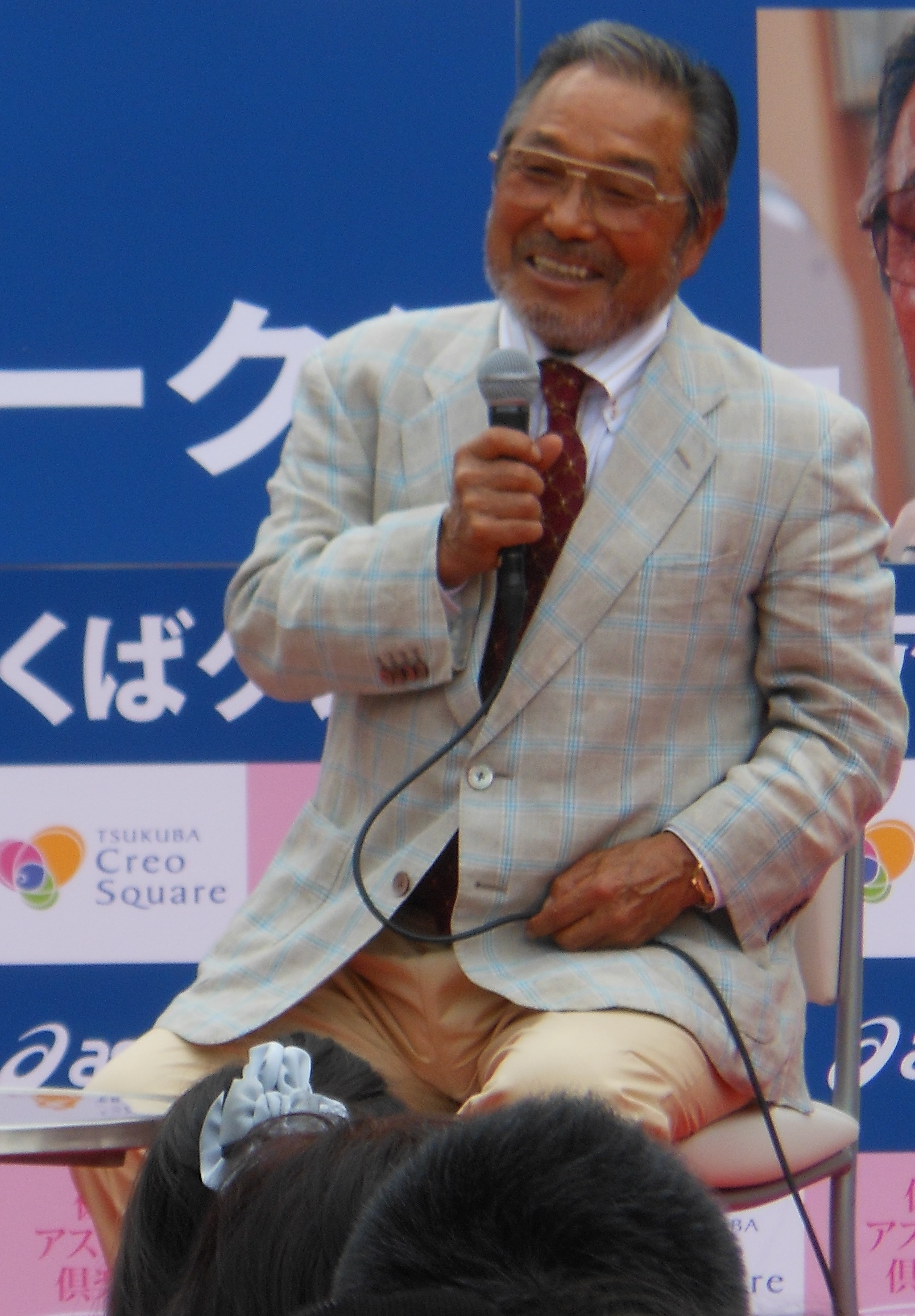
小出義雄／4月24日没

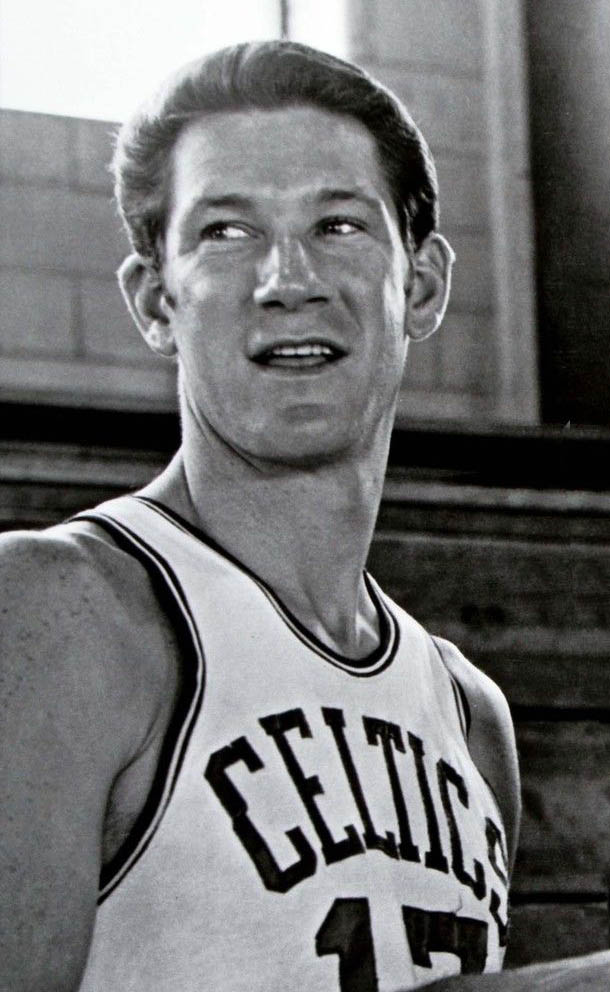
ジョン・ハブリチェック／4月25日没

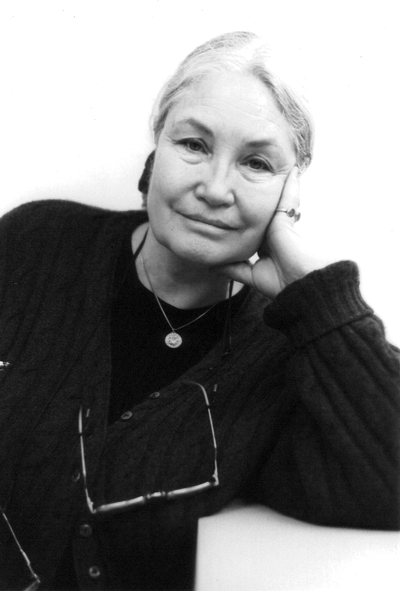
エレン・シュヴィールス／4月26日没

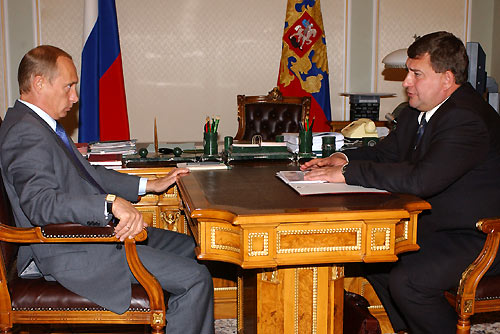
アレクセイ・レベジ／4月27日没

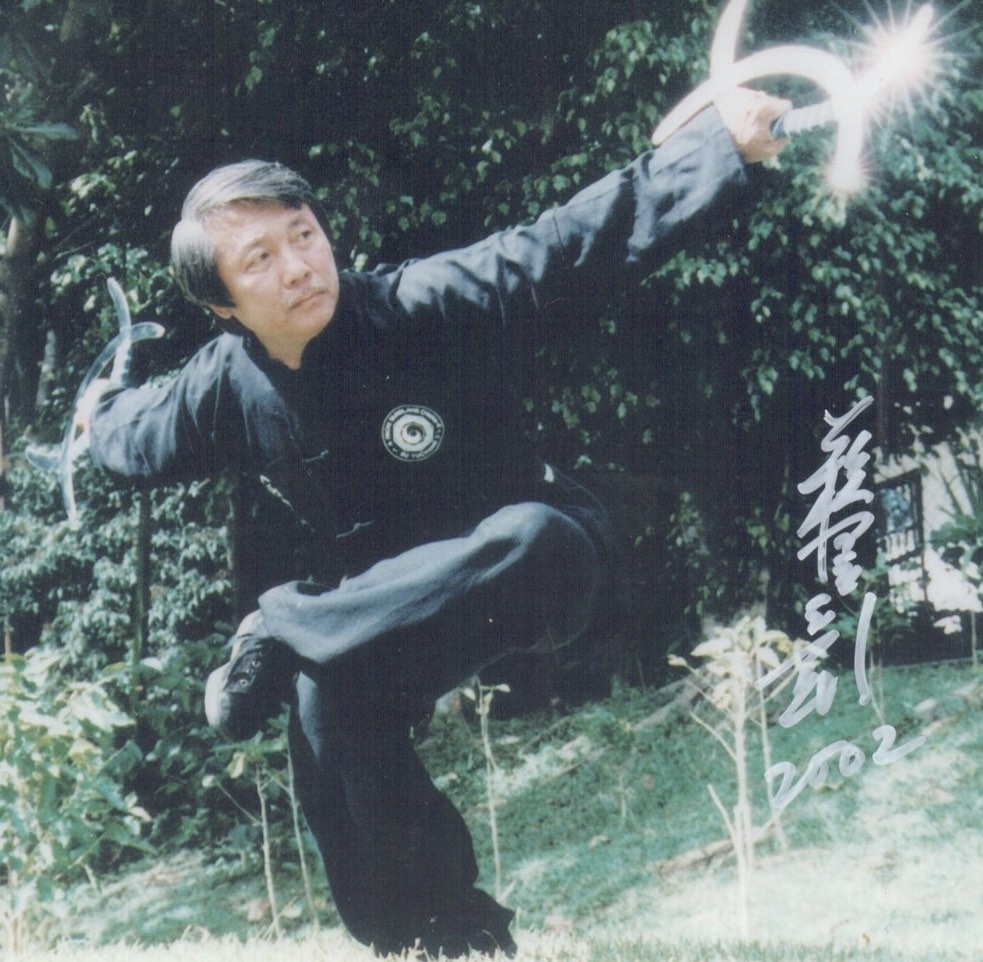
蘇昱彰／4月29日没

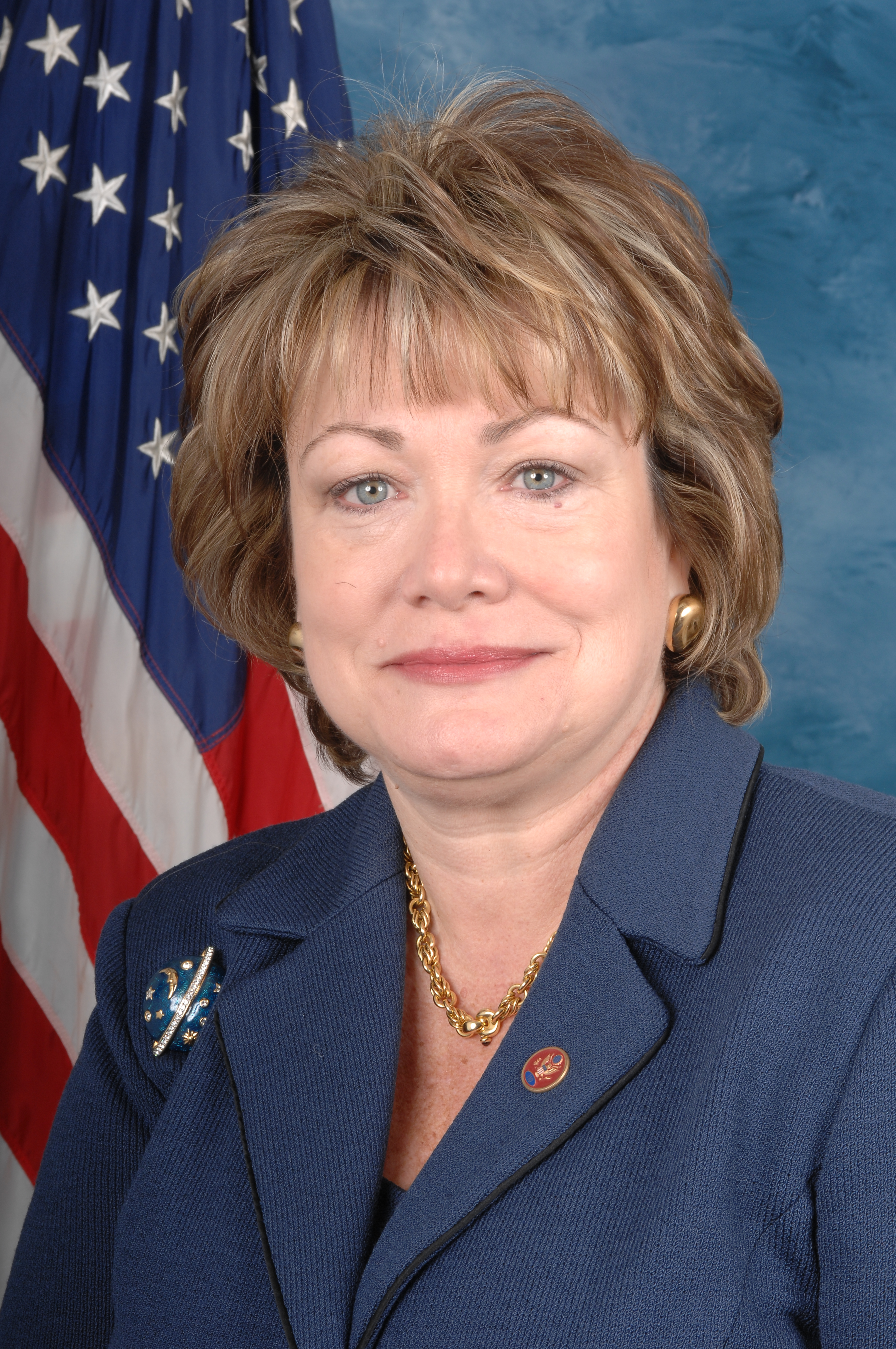
エレン・オケイン・タウシャー／4月29日没

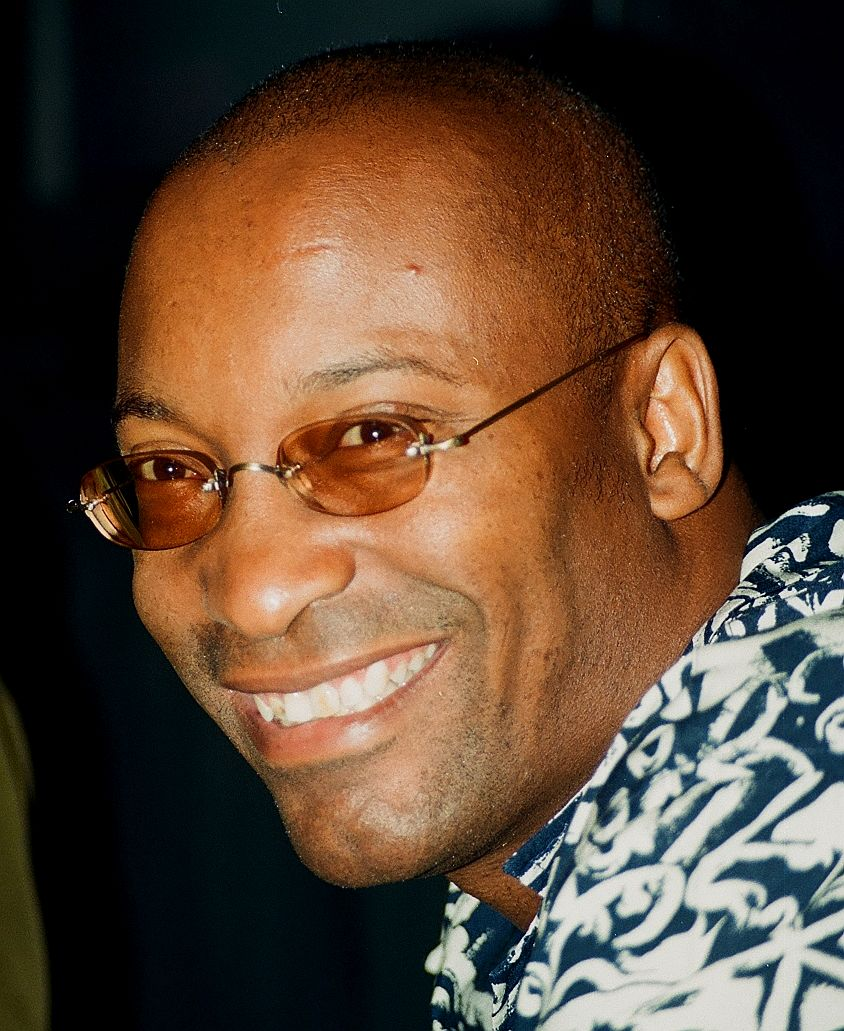
ジョン・シングルトン／4月29日没

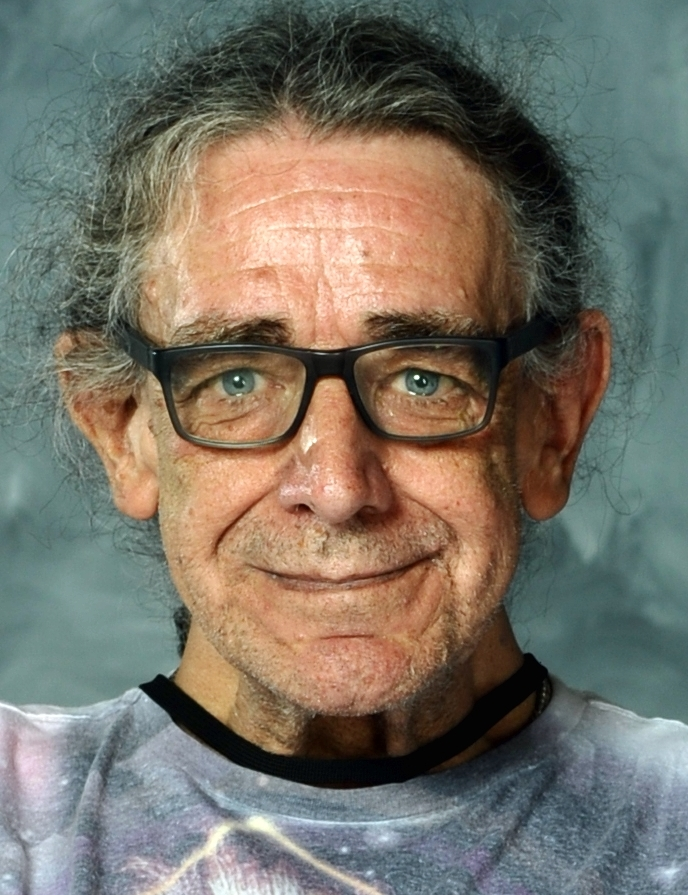
ピーター・メイヒュー／4月30日没

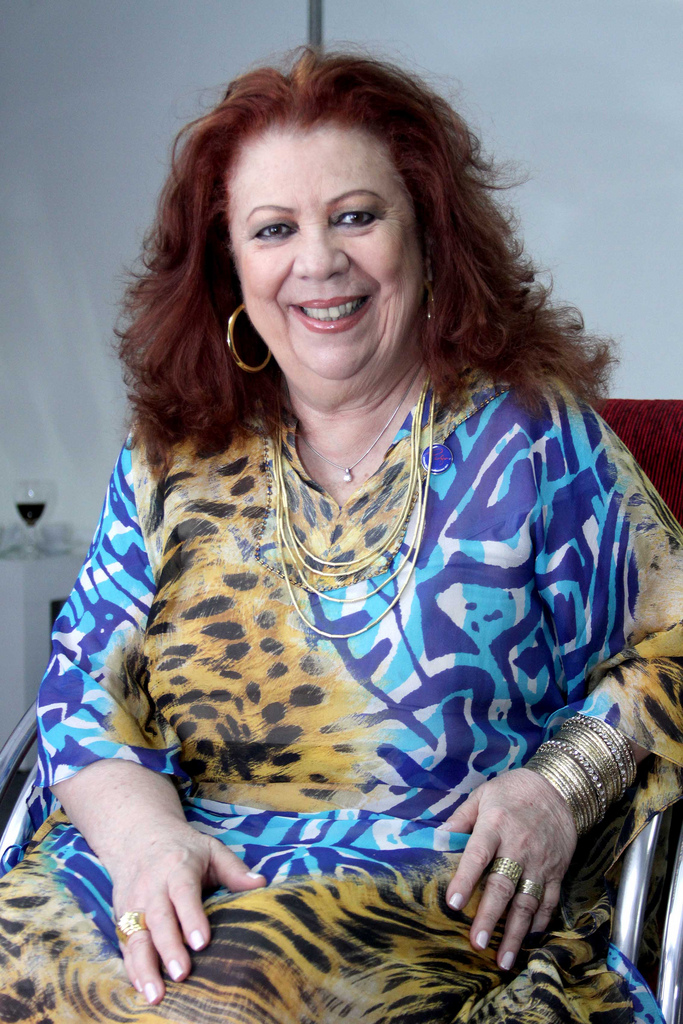
ベッチ・カルヴァーリョ／4月30日没

- 4月16日 - イェルク・デームス、オーストリアのピアニスト（* 1928年）[123]
- 4月16日 - 川久保潔、日本の声優、俳優、ナレーター（* 1929年）[124]
- 4月16日 - ケント・ハリス（英語版）、アメリカ合衆国のソングライター、音楽プロデューサー（* 1930年）[125]
- 4月16日 - 森謙治、日本の化学者、東京大学名誉教授（* 1935年）[126]
- 4月16日 - パトリシア・モラーズ、フランス／スイスの映画監督、脚本家、映画プロデューサー（* 1939年）[127]
- 4月16日 - 河野彰、日本のポルトガル語学者、大阪大学名誉教授（* 1948年）[128]
- 4月16日 - （カナダ、ワプティク連山ハウス・ピーク（英語版）雪崩事故での遭難者）[129]
  - ジェス・ロスケリー（英語版）、アメリカ合衆国の登山家 (* 1982年)
  - ハンスユルグ・アウアー（ドイツ語版）、オーストリアの登山家（* 1984年）
  - ダーフィット・ラマ、オーストリアのクライマー、登山家（* 1990年）[129][130]
- 4月17日 - 菊池政文、日本の政治家、元長野県北相木村長（* 1929年?）[131]
- 4月17日 - フレデリック・L・ヘムケ（英語版）、アメリカ合衆国のサクソフォン奏者（* 1935年）[132]
- 4月17日 - 小池一夫、日本の漫画原作者、小説家（* 1936年）[133]
- 4月17日 - 長谷川堯、日本の建築史家、建築評論家、武蔵野美術大学名誉教授（* 1937年）[134]
- 4月17日 - アラン・ガルシア、ペルーの政治家、同国の元大統領（* 1949年）[135]
- 4月18日 - 横山三樹、日本の歌人（* 1924年）[136]
- 4月18日 ‐ 曽我祐次、元日本社会党副書記長（*1925年）[137]
- 4月18日 - ロレイン・ウォーレン、アメリカ合衆国の超常現象研究家、映画「死霊館シリーズ」主人公の1人（* 1927年）[138]
- 4月18日 - 有馬三恵子、日本の作詞家（* 1935年 ~ 1936年）[139]
- 4月18日 - ライラ・マッキー（英語版）、北アイルランドのジャーナリスト（* 1990年）[140]
- 4月19日 - ヴェレーナ・ヴァーグナー・ラフェレンツ（英語版）、ドイツの女性、リヒャルト・ワーグナーの孫最後の1人（* 1920年）[141]
- 4月19日 - 小針春芳、日本のプロゴルファー、日本プロゴルフ殿堂（* 1921年）[142]
- 4月19日 - マルティン・ベッチャー（英語版）、ドイツの作曲家、編曲家、指揮者（* 1927年）[143]
- 4月19日 - 松尾博人、日本の実業家、元クラレ社長（* 1935年）[144]
- 4月19日 - ロドルフォ・セベリーノ（英語版）、フィリピンの外交官、元東南アジア諸国連合事務局長（* 1936年）[145]
- 4月19日 - 保岡興治、日本の政治家、元衆議院議員【自由民主党・自由改革連合・新進党所属】、第69代・第81代法務大臣（* 1939年）[146]
- 4月19日 - パトリック・セルキュ、ベルギーの自転車競技選手、1964年東京オリンピック1000mタイムトライアル金メダリスト（* 1944年）[147]
- 4月19日 - 岡田恵次、日本の化学者、大阪市立大学名誉教授（* 1951年）[148]
- 4月20日 - ジェイン・ライツマン（英語版）、アメリカ合衆国の慈善家、美術収集家（* 1919年）[149]
- 4月20日 - モニール・ファーマンファーマイアン、イランのガラス工芸家（* 1922年）[150]
- 4月20日 - ペトル・コロトカ（英語版）、スロバキアの政治家、弁護士、元スロバキア社会主義共和国首相（* 1925年）[151]
- 4月20日 - デイヴィッド・V・ピッカー（英語版）、アメリカ合衆国の映画プロデューサー、元ユナイテッド・アーティスツ社長（* 1931年）[152]
- 4月20日 - 巫漪麗（中国語版）、中華民国出身のシンガポールのピアニスト（* 1931年）[153]
- 4月20日 - 大牧広、日本の俳人（* 1931年）[154]
- 4月20日 - 清ノ森政夫、日本の元大相撲力士・元年寄【木村瀬平】（* 1935年）[155]
- 4月20日 - 福岡翼、日本の映画評論家、芸能リポーター（* 1940年）[156]
- 4月20日 - 金弘一（キム・ホンイル）、大韓民国の元政治家、金大中長男（* 1948年）[157]
- 4月20日 - ジョー・アームストロング、イギリスの情報工学者、Erlang開発者（* 1950年）[158]
- 4月20日 - 田里博、日本の陶芸家、元沖縄県立芸術大学教授（* 1963年）[159]
- 4月20日 - ジャクリーン・サブリード（英語版）、ベネズエラ出身のスポークスパーソン、飲酒運転禁止運動家（* 1978年）[160]
- 4月20日 - ブラウリオ・ララ（英語版）、ドミニカ共和国のKBOリーグ選手（* 1988年）[161]
- 4月21日 - ケン・カーチェヴァル（英語版）、アメリカ合衆国の俳優（* 1935年）[162]
- 4月21日 - アトリ・ヘイミル・スヴェインソン（英語版）、アイスランドの作曲家（* 1938年）[163]
- 4月21日 - ハンネローレ・エルスナー（ドイツ語版）、ドイツの女優（* 1942年）[164]
- 4月21日 - スティーヴ・ゴリン、アメリカ合衆国の映画・テレビプロデューサー（* 1955年）[165]
- 4月21日 - ポリー・ヒギンズ（英語版）、スコットランドの法廷弁護士、環境保護活動家（* 1968年）[166]
- 4月21日 - ク・ボニム（朝鮮語版）、大韓民国の女優（* 1969年）[167]
- 4月22日 - レ・ドゥック・アイン、ベトナムの軍人、政治家、第2代ベトナム社会主義共和国主席（* 1920年）[168]
- 4月22日 - 黄展岳（中国語版）、中華人民共和国の考古学者（* 1926年）[169]
- 4月22日 - ヘザー・ハーパー、北アイルランドのソプラノ歌手（* 1930年）[170]
- 4月22日 - オイヴァ・トイッカ、フィンランドのガラス工芸家（* 1931年）[171]
- 4月22日 - スタニスワフ・イェンドリカ（ポーランド語版）、ポーランドの映画監督（* 1933年）[172]
- 4月22日 - ビリー・マクニール（英語版）、スコットランドのサッカー選手・指導者、元スコットランド代表（* 1940年）[173]
- 4月22日 - ビッグ・ジョン・クイン、アメリカ合衆国のプロレスラー（* 1941年）[174]
- 4月22日 - デイヴ・サミュエルズ、アメリカ合衆国のヴィブラフォン・マリンバ奏者、元スパイロ・ジャイラメンバー（* 1948年）[175]
- 4月22日 - 舩木良教、日本の政治家、山梨県丹波山村長（* 1952年?）[176]
- 4月23日 - ルクセンブルク大公ジャン、ルクセンブルクの君主、前ルクセンブルク大公（* 1921年）[177]
- 4月23日 - ヨハネス・ヴィトフェーン（英語版）、オランダの政治家、第5代国際通貨基金専務理事（* 1921年）[178]
- 4月23日 - テリー・ローリングス、アメリカ合衆国の編集技師、音響編集者（* 1933年）[179]
- 4月23日 - 島崎保彦、日本のコピーライター、ラジオディスクジョッキー（* 1933年）[180]
- 4月23日 - デイビッド・ウィンターズ（英語版）、イギリス出身のアメリカ合衆国の俳優、振付師（* 1939年）[181]
- 4月23日 - マーク・メドフ（英語版）、アメリカ合衆国の劇作家、脚本家、トニー賞受賞者（* 1940年）[182]
- 4月23日 - 宮沢明子、日本のピアニスト（* 1941年）[183]
- 4月23日 - カール・ジョン・ニューマン、アメリカ合衆国のバスケットボール指導者（* 1950年）[184]
- 4月23日 - ミヒャエル・ヴォルフ（ドイツ語版）、ドイツの写真家（* 1954年）[185]
- 4月23日 - 高寺彰彦、日本の漫画家（* 1960年）[186]
- 4月24日 - 佐内正治、日本の政治家、元山口市長（* 1926年）[187]
- 4月24日 - 平山信夫、日本の水産学者、東京水産大学名誉教授（* 1930年）[188]
- 4月24日 - マーティン・キルソン（英語版）、アメリカ合衆国の政治学者、アフリカ系アメリカ人初のハーバード大学専任教授（* 1931年）[189]
- 4月24日 - ジャン＝ピエール・マリエール、フランスの俳優（* 1932年）[190]
- 4月24日 - ヒューベルト・ハーネ、ドイツのレーシングドライバー（* 1935年）[191]
- 4月24日 - 小出義雄、日本の陸上競技指導者、佐倉アスリート倶楽部代表（* 1939年）[192]
- 4月24日 - 和田守、日本の政治学者、元大東文化大学学長（* 1940年）[193]
- 4月24日 - 高瀬幸途、日本の編集者、元太田出版社長（* 1948年[194]）[195]
- 4月24日 - セルゲイ・ポゴレロフ（ロシア語版）、ロシアのハンドボール選手、2000年シドニーオリンピック金メダリスト（* 1974年）[196]
- 4月25日 - 大津留温、日本の官僚、元建設事務次官、元住宅金融公庫総裁（* 1921年）[197]
- 4月25日 - 今井忠光、日本の政治家、元福島県白河市長（* 1935年）[198]
- 4月25日 - ジョン・ハブリチェック、アメリカ合衆国のバスケットボール選手（* 1940年）[199]
- 4月25日 - 黒姫山秀男、日本の元大相撲力士【立浪部屋所属】（* 1948年）[200]
- 4月25日 - 遠藤ミチロウ、日本のミュージシャン、パンク・ロックバンド「ザ・スターリン」元メンバー（* 1950年）[201]
- 4月25日 - ロベルト・デフレーフ（オランダ語版）、オランダのロードレース選手（* 1991年）[202]
- 4月26日 - エリナ・ビストリスカヤ（ロシア語版）、ロシアの女優（* 1928年）[203]
- 4月26日 - エレン・シュヴィールス、ドイツの女優（* 1930年）[204]
- 4月26日 - 吉田淑則、日本の実業家、元JSR社長（* 1939年）[205]
- 4月26日 - レイヨ・タイパレ（フィンランド語版）、フィンランドのタンゴ歌手（* 1940年）[206]
- 4月26日 - ジェシー・ローレンス・ファーガソン（英語版）、アメリカ合衆国の俳優（* 1942年）[207]
- 4月27日 - 中村儀郎、日本の化学者、岩手大学名誉教授（* 1922年?）[208]
- 4月27日 - 長谷川常雄、日本の実業家、キューサイ創業者（* 1933年）[209]
- 4月27日 - ジーン・スチブンス、アメリカ合衆国のプロ野球選手【シカゴ・ホワイトソックス・中日ドラゴンズ所属】（* 1933年）[210]
- 4月27日 - ネガソ・ギダダ、エチオピアの政治家、元同国大統領（* 1943年）[211]
- 4月27日 - アレクセイ・レベジ、ロシアの政治家、軍人、元ハカス共和国政府議長（* 1955年）[212]
- 4月28日 - 木田千女、日本の俳人（* 1924年）[213]
- 4月28日 - リチャード・ルーガー（英語版）、アメリカ合衆国の政治家、上院議員（* 1932年）[214]
- 4月28日 - カロル・モゼレフスキ（英語版）、ポーランドの歴史家、作家、政治家（* 1937年）[215]
- 4月28日 - ブルース・ビックフォード（英語版）、アメリカ合衆国のクレイアニメ作家（* 1947年）[216]
- 4月28日 - ジャー・スティッチ（英語版）、ジャマイカのレゲエシンガー（* 1949年）[217]
- 4月29日 - ジョン・リュウェリン・モクシー（英語版）、アルゼンチン出身のイギリスの映画監督（* 1925年）[218]
- 4月29日 - ジノ・マルケッティ（英語版）、アメリカ合衆国のアメリカンフットボール選手（* 1926年）[219]
- 4月29日 - グレゴリー・クリヴォシェイエフ（ロシア語版）、ロシアの軍事史家（* 1929年）[220]
- 4月29日 - スティーヴィー・チャルマーズ（英語版）、スコットランドのサッカー選手（* 1935年）[221]
- 4月29日 - 蘇昱彰、中華民国出身の中国武術家、東洋医学者（* 1940年）[222]
- 4月29日 - エレン・オケイン・タウシャー、アメリカ合衆国の政治家、元国務次官（* 1951年）[223]
- 4月29日 - 荻野真、日本の漫画家（* 1959年）[224]
- 4月29日 - ジョン・シングルトン、アメリカ合衆国の映画監督、脚本家、映画プロデューサー（* 1968年）[225]
- 4月29日 - ヨセフ・シュラル、チェコのサッカー選手、同国代表（* 1990年）[226]
- 4月30日 - 石川正信、日本の実業家、元ビデオリサーチ社長（* 1926年?）[227]
- 4月30日 - 床寿、日本の床山（* 1943年）[228]
- 4月30日 - ピーター・メイヒュー、イギリス出身のアメリカ合衆国の映画俳優（* 1944年）[229]
- 4月30日 - ベッチ・カルヴァーリョ、ブラジルのサンバ歌手（* 1946年）[230]
- 4月30日 - 斉藤直樹、日本のラグビー審判員、神奈川大学名誉教授（* 1946年?）[231]
- 4月30日 - アネモーネ（フランス語版）、フランスの女優（* 1950年）[232]
- 4月30日 - ブーン・グールド（英語版）、イギリスのギタリスト、元レベル42メンバー（* 1955年）[233]

## (没日不明)
- 4月上旬 - 鴨下幸久（このどんと）、日本の漫画家（* 生年不詳）[234]